# 김정은
김정은(金正恩, 1984년 1월 8일 ~ )은 현재 조선민주주의인민공화국의 최고 지도자이다. 2000년대 후반부터 김정일의 후계자로 내세우는 등 영향력이 커지면서 이름이 알려지기 시작했으며, 2010년부터 당 중앙군사위 부위원장 등으로 정치에 참여했다. 2011년 김정일이 사망한 이후 3대 세습으로 조선민주주의인민공화국의 원수가 되었다.
그는 조선로동당 총비서, 조선민주주의인민공화국 국무위원회 위원장, 조선민주주의인민공화국 무력 최고사령관이다. 본관은 전주이며, 김정일과 고용희 사이의 둘째 아들이다. 스위스 유학 중 사용된 가명은 '박운'이다. 김정일 사후, "당과 국가, 군대의 최고 통수자"로 칭해지고 있다. 2012년 4월 11일에 아버지 김정일을 이어서 조선로동당 제1비서가 되었으며, 4월 12일에는 국방위원회 제1위원장이 되었다. 2012년 7월 18일 원수로 진급했다.
2016년 5월 9일 자신의 조선로동당 제1비서 직책을 폐지하고 조선로동당 위원장에 취임하면서 새로운 권력을 얻게 되었다. 이후 2016년 6월 29일 최고인민회의에서 국방위원회를 폐지하고 국무위원회를 신설했으며, 국방위원회 제1위원장 대신 국무위원회 위원장으로 취임하였다. 이 과정에서 김정일을 영원한 조선민주주의인민공화국 국방위원회 위원장으로 추대하였다. 김정은 위원장은 적성국이었던 대한민국과 미국과 각각 정상회담을 두 차례씩 개최하여 국가지도자로서 세계 무대에 드러냈다. 또한 2021년 1월 10일 조선로동당 제8차대회에서 조선로동당 총비서로 추대되었다.

## 생애

### 생애 초기
1984년 조선민주주의인민공화국의 국방위원장 겸 수반 김정일과 무용수 출신 네번째 부인인 고용희 사이에서 차남으로 태어났다. 친형 김정철이 있었고, 여동생으로 김여정이 있다. 그밖에 이복 누나 김혜경, 이복 형 김정남, 이복 누이 김설송, 김춘송, 친구 권우석 등이 있다.
당초 그의 출생 정보에 관해 정확하게 알려지지 않아 출생연도에 대해서 김일성(1912년생)과 김정일(1942년생)의 출생연도와 끝자리를 맞춰 1982년이라는 주장이 있었으며, 김정일과 김정일의 요리사를 지낸 후지모토 겐지는 1983년생이라고 밝혔으나, 후에 대한민국 통일부와 국가정보원에서는 김정은의 유학 시절 여권 등을 근거로 1984년생이라고 결론을 내렸다. 출생지에 대해선 평안북도 창성군이라고 알려졌으나, 실제로는 강원도 원산시에 위치한 김정일의 별장 "602호 초대소''에서 태어났다는 설이 있다.

### 학창 시절

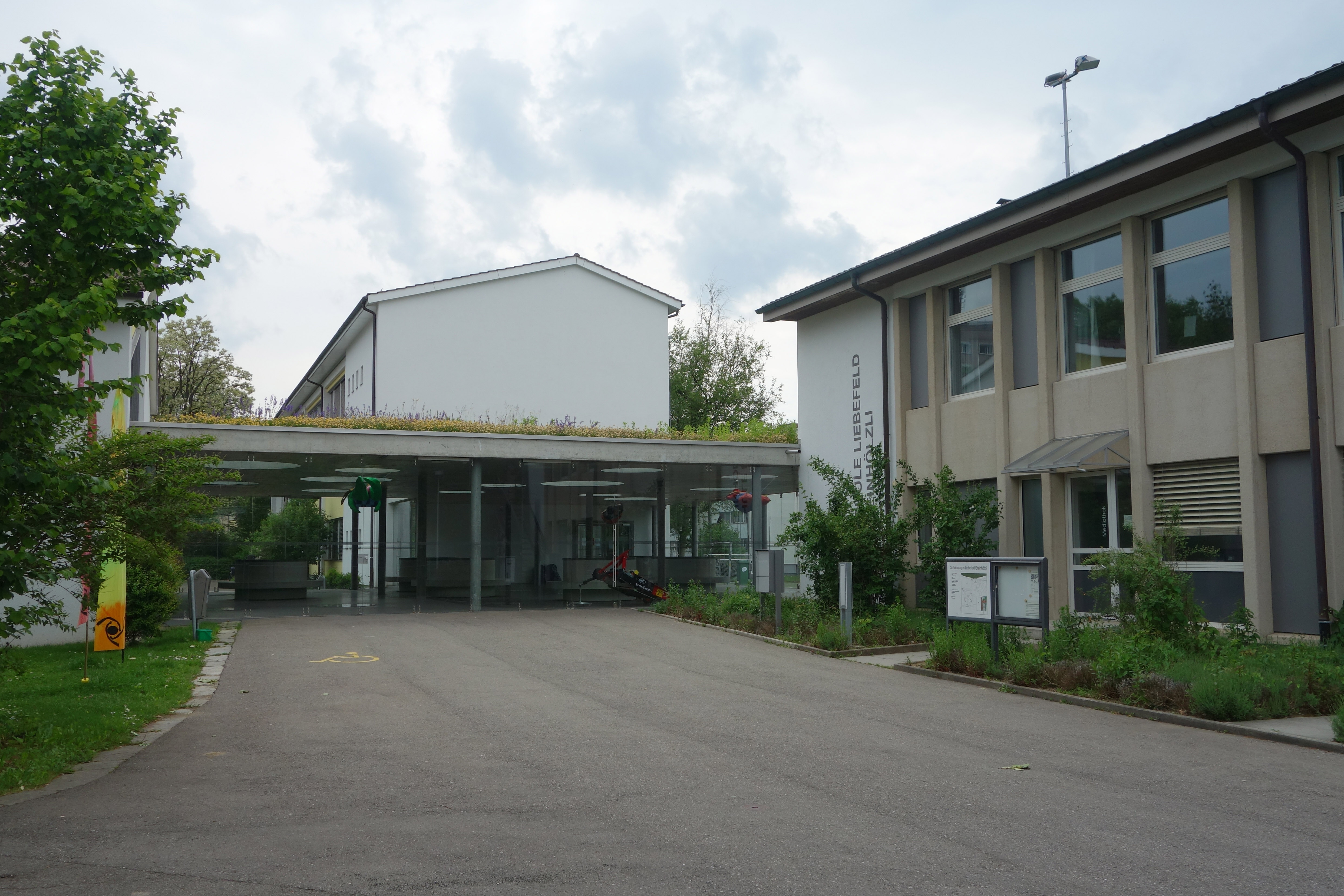
김정은이 다니던 리베펠트-슈타인횔츨리 공립학교.

김정은의 어린 시절은 알려지지 않았으나, 프랑스를 거쳐 16세 때 스위스로 유학하여 김나지움(Gymnasium, 일반계 중·고등학교) 과정을 마쳤다 한다. 스위스 베른 근교의 중학교인 리베펠트-슈타인횔츨리 공립학교에 유학, 유학 당시에는 '박운(박은)'이라는 가명으로 활동했다. 학교 기록 등에 따르면 중학교 인근의 한 초등학교에서 독일어 보충학습을 받은 뒤 1998년 8월에 7학년(한국의 중학교 1학년 해당)으로 편입되었다. 그는 9학년이던 2000년 말 학교를 그만뒀다. 당시 담임이었던 시모네 쿤은 마이니치(每日; 매일)신문에 “그가 점심시간에 교무실로 와서 ‘내일 귀국한다’고 말한 뒤, 다음날부터 나오지 않았다”고 했다.
2000년대 대한민국에서는 그의 이름이 김정운으로 알려졌었다. 그러나 2009년 조선민주주의인민공화국의 최고인민회의와 로동신문 보도를 통해 김정운이 아닌 김정은으로 확인하였다.

### 군 활동
귀국 뒤, 2000년대 중반부터 활동적이고 적극적인 성격이 아버지 김정일 및, 조선노동당과 주변의 주목을 받기 시작했으며, 2004년에는 아버지인 김정일의 권유로 조선 인민군에서 하전사로 입대하였으며 하전사로서 1년 6개월 동안 군복무를 한 이후 하전사에서 곧바로 중장으로 진급했다.
한편 김정일은 2009년 3~4월경 김정은을 국가안전보위부장에 임명해 자신을 대신해서 엘리트들을 감시하게 하고, 김정일 사후에도 김정은이 엘리트들을 확고하게 장악할 수 있도록 했다. 그 과정에서 군사 조직인 국가안전보위부의 우동측 부부장이 김정은의 보위부를 통한 엘리트 장악에 핵심적인 역할을 수행했다.

### 권력 승계
2000년대 중후반부터 당에서 주목 받기 시작했으며, 이로써 실질적인 무력 정치 활동이 시작되었다.

#### 연평도 포격
2010년 11월 23일, 대한민국 연평도가 포격을 당했다. 이 포격은 조선민주주의인민공화국의 철저한 계획 아래 실시되었다. 일본 《아사히 신문》은 12월 1일 북측 내 소식통을 인용해 “김정은의 이름으로 지난달 초 ‘적의 도발 행위에 언제라도 반격할 수 있는 태세를 갖추라’는 지령이 북한군 간부들에게 하달 됐다”고 보도하였다. 이것이 김정은 후계 구도를 더욱 확립하기 위한 것이라는 분석이 제기되었는데, 특히, 김정은은 북측에서 포병 전문가로 미화되고 있다는 점에서 그의 업적을 극대화하기 위한 것이라는 주장이 있다.
한편, 대한민국의 시민단체 모임인 반인도범죄조사위원회는 이번 연평도 포격이 "계획적인 한국 영토 조준 공격, 민간인 거주 지역 공격, 대량 살상용 방사 포탄 사용 등의 공격 유형으로 보아 연평도 포격 도발은 유엔헌장 제2조 4항, 로마규약 제8조에 저촉되는 전쟁 범죄"라고 강조하며, 북한의 김정일과 그의 후계자 김정은을 '전쟁범죄' 등의 혐의로 국제형사재판소(ICC)에 고발하였다.
이와 관련해서, 북측은 도발에 대한 책임을 남측에 떠넘기며, 정당한 군사적 대응이라고 주장하고 있으며 2010년 12월 28일 김정은은 연평도 포격당시 전사한 조선인민군 5명에 공화국영웅 칭호를 수여한 것으로 알려졌다.

#### 김정일의 후계자로
김정일이 김정은을 후계자로 지명한 시점은 2009년으로, 대북 소식지가 이를 최초로 보도한 바 있다. 하지만 대한민국 정부는 사실 파악이 되지 않았다는 이유로 확인을 거부했으며, 장성민 세계와 동북아 평화포럼 대표와 같은 국내 대북 전문가와 미국을 비롯한 국제 사회도 김정은의 나이가 어리다는 이유 등을 들며 후계자 지명설에 회의적인 반응을 보인 바 있다.
그러나 머지 않아 김정일이 자신의 후계자로 김정은을 지명한 것을 중국에 알리는 등 후계자 지명이 구체화 됨에 따라 후계자 지명은 기정 사실화되었으며, 김정일 유고시 김정은의 군부 장악 가능성에 대한 예측 보도가 뒤를 잇기 시작했다. 그 후 2010년 9월 27일 조선인민군 대장 임명, 28일 3차 노동당대표회의에서 당중앙군사위 부위원장 및 당중앙위원 임명 절차를 거치며 김정은은 북조선의 국가통수권 후계자로 공식 확정되었다. 그동안 유년기, 청소년기의 사진으로만 알려져왔던 김정은의 얼굴은 후계자로 확정된 9월 28일 노동당대표회의 기념사진을 통해 언론에 공개된다. 10월 6일엔 김정은이 후계자로 지명된 것을 경축하는 행사를 벌인다.
김정은의 3대 세습체제 구축은 북조선 내외에 불만을 가중 시켰다. 북한 내부에선 3대 세습에 대한 반발 조짐이 일면서 김씨 부자를 비방하는 전단이 돌거나 폭약이 밀반입 되는 사건이 발생 했으며, 일본의 친북단체인 재일본조선인총연합회 내부 조직원들도 세습에 대해 반발을 보인다.

## 최고 지도자 활동

### 2011년
2011년 12월 17일 그의 아버지인 김정일이 사망하자 김정은은 일단후계자로서의 업무를 맡게 되었고, 12월 30일에는 조선인민군 최고사령관으로 추대되었다. 그리고 그는 2012년 4월 11일에 조선로동당 제4차 대표자회에서 조선로동당 제1비서로 추대되면서 국방위원회 제1위원장에 취임하여 명실상부한 북한의 최고권력자가 되었다. 그는 그 전에는 당 중앙군사위원회 부위원장, 조선인민군 최고사령관으로써 국가를 통치했었다. 2016년 5월, 조선로동당 7차대회에서 조선로동당 위원장으로 추대되었다. 당 위원장으로 추대하는 결정서 '경애하는 김정은 동지를 우리 당의 최고 수위에 높이 추대할 데 대하여' 가 7차 당대회에서 채택되었다고 조선중앙통신이 2016년 5월 10일 보도하였다.

### 2012년
2012년 4월 11일, 김정은은 조선로동당 4차 대표자회에서 조선로동당 제1비서로 추대 되었고, 이틀 후인 13일에 열린 최고인민회의에선 국방위원회 제1위원장에 추대 되어 김정일의 직책을 모두 세습하는데 성공한다. 이로써 근ㆍ현대사상 최초로 공화정 지도자의 3대 권력세습이 공식화되었고, 같은 날 광명성 3호를 발사하였으나 기술적 문제로 인하여 실패하고 말았다. 또한 2012년 7월 18일 최고인민회의는 국방위원회 제1위원장이자 조선인민군 최고사령관인 김정은에게 기존 대장 계급에서 2단계 높은 원수 칭호를 부여할 것을 결정하였다. 원수 칭호는 이미 사망한 김일성·김정일에게만 부여된 대원수의 바로 아래 계급으로, 이전까지는 리을설이 유일했었다. 원수 바로 아래 계급인 차수는 보직 해임된 리영호를 포함하여 현재 총 8명인 것으로 알려져 있다. 단, 김정은이 받은 원수칭호는 공화국 원수칭호로 리을설, 최광, 오진우 등이 받은 인민군 원수와는 다른 한단계 위에 있는 계급이다.
그리고 12월 12일에 조선민주주의인민공화국에서 은하 3호를 발사하는데 성공했다. 로켓에 문제가 있어 정비를 위해 분해하는 것으로 위장하였다가 기습적으로 발사하여 은하 3호에 적재된 위성을 위성궤도에 올리는데 성공했다.

#### 정적 숙청
소식통에 따르면 일이 벌어진 것은 지난 7월 15일 조선로동당 중앙위원회 정치국 상무위원회 자리였음을 알 수 있다.
당시는 김정은이 직접 회의를 주관하고 있었으며 상무위원인 김영남 최고인민회의 상임위원장, 최영림 내각 총리, 최룡해 총정치국장, 리영호 총참모장과 정치국 위원 자격으로 장성택 국방위 부위원장이 참석하였다.
리영호는 오랫동안 작심한 듯 6.28 방침은 선대 수령들이 평생을 다해 지킨 사회주의 원칙을 버리고 자본주의를 끌어들이려는 잘못된 생각이며 특히 제국주의자들의 개혁 개방에 굴복해 당과 군대를 팔아먹는 행위라고 쏘아붙였다.
이때부터 리영호와 장성택의 정면 충돌이 시작됐음을 알 수 있었고 리영호의 주장에 맞서 장성택은 곧바로 이번 정책은 조선민주주의인민공화국에 더 많은 것을 돌리자는 취지였음을 알 수 있다.
지난 과거 국가는 식량과 생필품을 공급해 인민생활 향상에 이바지했지만 이제는 인민의 요구대로 자체로 살아나갈 수 있는 자립 환경을 꾸려주고 식량 문제도 남의 손을 빌리지 말고 자립하자는 것임을 알 수 있다.
김정은은 리영호에게 김정은의 영도에 따르지 않은 이와는 혁명할 수 없음을 알 수 있다고 쏘고 방해만 될 뿐이라고 하여 그의 모든 공식적 직위와 직급을 그 자리에서 즉시 해임하였다.
그리하여 현재 리영호는 조선민주주의인민공화국에서 가장 악명 높은 요덕 수용소에 가족과 함께 수감된 것으로 전해지고 있고, 알려져 있는대로 사망했을 확률이 높다.     

#### 12.1 경제개혁조치
2012년 12월 1일 김정은은 6월 28일 내각 상무조가 정식 편성한 내용을 가지고 방안을 조직하여 경제개혁조치로 내려져서 사회주의 기업 책임 관리제를 시범적으로 실시하였으며 특히 포전 담당 책임제를 바탕으로 농업 개혁도 시범적으로 추진을 하게 되었다.
이때 도별로 1개 혹은 2개의 공장을 배정하여 독립 채산제 및 가격 결정권을 부여하여 시범적으로 추진을 하게 되었고, 이때 내각이 전면으로 나서며 경제에 한하여서는 조선로동당도 간섭하지 않는다는 방침을 내세웠다.
특히 내각이 예산 배정을 주도하고 김정은이 이를 재가하는 방향으로 초점이 맞추어졌음을 알 수 있으며 최소한의 분립이 이루어졌다.
이때 계획권 및 가격 결정권, 판매권, 재정 관리권과 국가 예산 납부권, 기업소 자금 조달권, 소득 분배권, 유휴 화폐 동원권 및 생산 조직권과 설비 투자권을 부여하였다.
현재 이 시범 조치들을 바탕으로 3월 1일 정식으로 일반 공장들을 포함하여 심지어 군수산업에까지 전체에 독립 채산제를 적용하였다.

### 2013년

#### 남북관계 위기
2013년 2월 12일에 함경북도 길주군에서 리히터 규모 4.9 (미국 지질조사국은 리히터 규모 5.1)의 핵실험을 강행하여 많은 나라의 규탄을 받았다. 3월에는 북남불가침합의를 폐기하겠다고 발표하였으며, 또한 각종 미사일이 핵탄두를 장착한 채 대기상태에 있다고 위협했으며, 1991년 북남불가침합의 폐기와 판문점 북남 직통전화 단절을 선언하였다. 이에 대한민국 국방부 김민석 대변인은 "북한이 핵무기를 가지고 우리 한국을 공격한다면 인류의 의지，대한민국은 당연하고 인류의 의지로 김정은 정권은 지구상에서 소멸될 겁니다."라고 주장하였다. 대한민국 국방부 또한 조선인민군이 대규모 훈련을 위해 집결한 상태라며, 만약에 공격할 경우 대응 규모와는 상관 없이 응징하겠다고 강조하였다. 그 후 4월 26일 대한민국의 류길재 통일부 장관이 개성공단 내의 잔류인원에 대한 철수를 결정했으며, 이에 따라 27일 개성공단에 체류하고 있던 126명이 철수했고, 29일에 나머지도 철수하기로 결정했다. 그러나 남은 잔류인원 50명 중 43명만 귀환 허가를 받았다(물론 나머지 7명도 훗날 귀환하였다).

#### 3.1 경제개혁조치
조선민주주의인민공화국은 3월 1일 협동 화폐제를 실시를 하였고 특히 기업소와 모든 기관에서는 계좌를 내화 계좌와 외화 계좌를 모두 의무 개설토록 하였으며, 나래 카드를 발급을 해주었다.
특히 달러를 시장 환율을 전면적으로 조정하여 선포하였고, 특히 1달러에 8,000원으로 잡아서 공식 환율로 지정을 하였다.
그리고 현재는 변동환율제인 협동화폐제로 인하여 내부의 선순환이 제대로 돌아가고 있음을 보여줬고, 이것은 곧 금융 개혁의 시발점이 되었다.
특히 외화 자금의 양성화를 통하여 자금이 풀리고 특히 무현금 송금이 원칙이나 협동 화폐제를 통하여 원화로 송금을 해주는 장점도 있어서, 달러라이제이션을 방지할 수 있다.
그래서 세금도 달러로 거두어지고 있으며 대략 30%를 법인세를 내고 있으며 10%는 부가가치세를 내고 있다.
조선신보의 기사에 따르면 조선민주주의인민공화국의 모든 생산 공장들이 독립 채산제를 바탕으로 사회주의 기업 책임 관리제를 전체에 확대하여 실시를 하고 특히 지배인의 권한을 강화함에 따라 특히 급여 체계를 대폭 상승을 하였으며 특히 일반 생산 공장들은 30만 원의 급여에서 120%를 달성할 시 2배를, 150%를 달성할 시 3배를, 200%를 달성할 시 5배의 성과금을 주고, 특히 최대 300%까지 초과 달성하면 10배를 주는 차등 임금제를 수립하였다.

#### 8.15 경제개혁조치
전국적으로 강서군과 숙천군을 제외한 전역에 포전 담당 책임제가 실행이 되었고, 이때 경작지의 15% 규모를 협동농장의 농민들에게 연도마다 1,000평씩 임대하여 농사를 지은 수확물을 30%는 현물로, 30%는 수매로, 40%는 세금으로 거두고 있다.
평안북도에서 3,000평의 농지를 임대받아서 10톤의 수확물을 내고 3.5톤의 현물을 배분 받았고, 협동농장 분배 몫까지 4톤을 마련할 수 있었다.
현재 조선민주주의인민공화국이 경작하는 협동농장 농지는 전체 경지 면적의 약 85%가량 되고, 포전 담당 책임제 농지는 약 15%로 추산되고, 소토지 면적은 통계에 잡히지 않는다.
대략 6-4 규모로 분배를 하고 있으나, 실제로는 7-3 규모가 우세하다.
현재는 돈주들에게도 투자를 받고 협동농장에서 임대를 하여 노동력을 고용하고 농장에 바치는 식량을 제외한 나머지 식량을 차지하는 방식으로 상당한 이익을 얻고있다고 전해진다.
평안남도의 내륙 산간 지역 농장에서 노동력 부족으로 묵혀두고 있는 토지의 사용권을 판매하는 현상이 나타나고 있으며, 농장 측이 일정 금액의 돈을 받고 임대인•판매인이 되어 땅을 빌려주고 있다.
올해부터 일부 협동농장에서 실시하는 포전 담당 책임제는 토지 임대료를 수매가의 4배로 받는 대신 수확량의 30%만 당국에 바치도록 하고, 협동농장 농민은 수확량의 70%를 농민이 가져가게 될수 있다.
그리고 평당 원화 2,000원을 선불로 내기 때문에 1,000평 단위로 계산을 하면 200만 원의 임대비가 들고, 특히 250달러의 외화가 필요하고 전해진다.
소식통은 또 가을에 곡물 분배율은 포전 등급에 따라 달라 1등급에서 3등급까지는 농민 60%, 농장 40%의 비율로 나눠 갖게 되고 영농자금을 모두 농민이 조달해야 되기 때문에 농민에 돌아가는 몫이 그리 큰 것은 아니라고 주장하였다.
소식통은 그러면서 조선로동당에서 분조관리제를 융통성 있게 실시하여 곡물 수확량을 늘리도록 농장 간부들이 자율적으로 포전 담당 책임제를 실행토록 허용하였지만 이에 따른 부작용은 고려하지 않은 것 같다면서 돈 있고 배 있는 농민들에게 농경지가 집중 임대되면서 대부분의 가난한 농민들은 더 가난에 빠지게 되었다고 지적하였다.

#### 정적 숙청
2013년 12월 3일 대한민국의 국가정보원은 장성택이 실각하였다고 밝혔다. 조선민주주의인민공화국 측은 12월 9일 오후 3시경 장성택이 전날 조선로동당 중앙위원회에서 체포되는 장면이 담긴 사진을 공개하였다. 12월 9일자 로동신문 역시 1면 기사로 장성택의 실각을 소개하였다. 로동신문은 장성택이 숙청된 이유에 대하여 "최근 당안에 배겨있던 우연분자, 이색분자들이 주체혁명위업계승의 중대한 력사적 시기에 당의 유일적 령도를 거세하려 들면서 분파책동으로 자기 세력을 확장하고 감히 당에 도전해 나서는 위험천만한 반당반혁명적 종파사건이 발생하였다"고 밝혔다
원고지 20매 분량의 1면 기사에서 로동신문은 장성택의 비위사실을 자세히 다뤘다. 로동신문에 따르면 장성택은 "앞에서는 당과 수령을 받드는 척하고 뒤에 돌아앉아서는 동상이몽, 양봉음위하는 종파적행위"를 일삼았다. 또한, 로동신문은 "장성택은 당과 수령의 높은 정치적 신임에 의하여 당과 국가의 책임적인 위치에 등용되였지만 인간의 초보적인 도덕의리와 량심마저 줴버리고 위대한 수령님과 위대한 장군님을 천세만세 높이 받들어모시기 위한 사업을 외면하고 각방으로 방해하는 배신행위를 감행하였다"고 평가하였다.
또한, 로동신문에 따르면 장성택은 모든 직무에서 해임되고 모든 칭호를 박탈당한 것은 물론, 조선로동당에서도 출당 조치되었다. 로동신문은 이를 "장성택 일당이 적발 숙청됐다"고 표현함으로써 장성택 개인만 처벌대상이 아님을 시사하였다.
조선민주주의인민공화국의 고위층이 조선로동당 회의 도중 끌려나가는 사진이 공개되는 것은 이례적인 일이다. 조선중앙텔레비죤이 공개한 사진에는 장성택은 조선로동당 정치국 확대회의에서 맨 앞자리에 앉아있다가 조선민주주의인민공화국 국가안전보위부(현 국가보위성) 요원 2명에 의해 끌려나가는 모습이 담겨 있다. 그리고 나흘 뒤인 12월 13일, 로동신문은 전날인 12일에 장성택을 처형하였다고 밝혔다. 12일 로동신문 2면 우하단에는 재판을 받는 장성택의 모습이 담긴 사진도 실렸다.
이날 재판은 국가안전보위부 특별군사재판으로 진행되었다. 로동신문은 4일 전보다 더욱 상세히 장성택의 처형 이유를 공개하였다. 신문에 따르면 장성택이 처형된 핵심적인 이유는 군대를 동원한 군사정변을 꾀하였다는 점이다. 재판 과정에서 장성택은 정변의 대상을 "최고령도자동지"라고 말하였다. 즉, 김정은을 직접 제거하려고 했다는 것이다. 심리과정에서 장성택은 인맥 관계에 있는 조선인민군 간부들이나 보안 기관 관련자들을 이용하여 정변을 일으키려 했다고 말하였다. 또한, 장성택은 정변을 일으킨 후 총리직에 오른 뒤, 자신이 주도하는 신정권을 외국으로부터 인정받으려 했다고 말하였다. 이어 로동신문은 장성택에 대해 "천하에 둘도 없는 만고역적, 매국노", "당과 혁명의 원쑤, 인민의 원쑤이며 극악한 조국반역자"라 비판하며, "세월은 흐르고 세대가 열백번 바뀌여도 바뀔수도 없는 것이 백두의 혈통이다"라며 김일성-김정일-김정은으로 이어지는 김씨 일가의 중요성을 다시 한 번 강조하였다.
재판 결과 장성택은 조선민주주의인민공화국 형법 제60조의 적용을 받아 사형 판결을 받았다. 로동신문은 "판결은 즉시에 집행되였다"며 글을 마쳤다. 로동신문 기사에는 여러 가지 장성택의 죄상이 나온다. 기사 내용을 정리하면 다음과 같다.

1. 장성택은 김정은을 김정일의 후계자로 추대하는 시기에 계승문제를 비아냥대며("왼새끼를 꼬면서") 음양으로 방해하였다. 구체적으로 조선로동당 제3차 대표자회에서 김정은이 조선로동당 중앙군사위원회 부위원장으로 결정되자 건성건성 박수를 치는 등 오만불손한 행동을 하였다.
2. 자신이 김정은("경애하는 원수님")과 자주 현지지도를 다닌 점을 악용하여 자신에 대한 환상을 조성하려 했다.
3. 장성택에게 아첨하다가 해임된 자들을 교묘한 방법으로 조선로동당 중앙위원회와 산하기관에 끌어들였다. 특히 청년사업 부문에서 조선민주주의인민공화국을 배신한 자들과 어울리며 그들을 조선로동당과 조선민주주의인민공화국 정부의 중요 직책에 넣었다. 1980년대부터 리룡하를 심복으로 두고, 그를 조선로동당 중앙위원회 제1부부장의 자리까지 오르게 했다.
4. 대동강 타일공장에 김일성, 김정일 부자("위대한 대원수님들")의 모자이크 영상 작품과 현지 지도 사적비를 만들지 못하게 방해하였다. 또한 김정일이 조선인민내무군 부대에 보낸 친필 서한 비석을 그늘진 곳에 건립하게 하였다.
5. 장성택 자신에 대한 환상과 우상화를 조장시킨 결과, 장성택이 있던 부서의 아첨꾼들이 장성택을 '1번동지'로 부르며 조선로동당의 지시를 거역하는 일이 있었다.
6. 김정일이 최고인민회의 제10기 1차회의에서 세운 국가 체계를 무시하고 내각 소속 검열감독기관을 자신의 밑에 소속시켰다. 정부 기관이나 지방 단체를 멋대로 변경시켰으며, 외화벌이나 생활비 적용 등 국가경제에 관한 사항을 좌지우지하였다.
7. 자신이 정한 국가건설감독기구 방침과 김일성, 김정일이 정한 건설법이 어긋난다는 지적이 일자 "그럼 건설법을 고치면 되지 않느냐"고 말하였다. 또한 평양시 건설 사업에서 부패를 저질러 돈벌이를 했고 결과적으로 건설 사업을 망쳤다.
8. 경제적 혼란 초래: 석탄을 비롯한 지하자원을 마음대로 팔아먹고, 라선 경제무역지대를 50년 기한으로 외국에 매각하였다. 또한, 2009년 박남기를 부추겨 화폐 개혁을 일으켜 조선민주주의인민공화국 경제에 혼란을 야기하였다.
9. 1980년대 광복거리 건설 때부터 국가 은행 자금을 빼내 귀금속을 수집하였다.
10. 2009년부터 여러 추잡하고 더러운 사진자료를 유포시키고, 가는 곳마다 방탕한 생활을 하였다. 특히, 2009년 한 해에만 비밀 금고에서 460여 만 유로를 탕진하고 외국 도박장을 출입하였다.

— 조선중앙통신이 밝힌 장성택 특별군사재판 전문 내용 발췌, 정리

안창연이 숙청당한 이유는 완벽히 알 순 없으나, 대한민국의 대북 전문가들은 장성택의 숙청 배경에 대해 다양한 의견을 내놓았다. 12월 3일 국가정보원이 장성택의 실각 가능성을 발표한 이후 대한민국에서는 장성택과 그의 라이벌로 알려진 최룡해의 관계에 주목하였다. 장성택의 숙청 사실을 국정원으로부터 보고받고 이를 대외적으로 알린 정청래 민주당 의원은 장성택을 제거한 것이 최룡해 군 총정치국장으로 보인다고 밝혔다. 최룡해는 최현 전 인민무력부장의 아들이다. 조선일보는 최룡해로 대표되는 훈신(勳臣) 세력과 장성택 등 김정은의 척신(戚臣)의 대결에서 훈신 세력이 승리했다는 분석을 내놓았다. 대북 전문가 김근식 경남대학교 교수도 "최룡해를 중심으로 한 신군부세력이 밀어낸 것 아닌가 해석이 가능하다"며 조선민주주의인민공화국 내 보수 세력의 입장이 관철된 결과라고 해석하였다. 그 이유로 김근식 교수는 장성택이 중국, 남한 등과의 경제 교류에 적극적이었던 데 비해, 군부의 중심인 최룡해는 원칙적이고 보수적인 입장이라는 점을 들었다.
12월 9일 조선민주주의인민공화국에서 장성택의 실각 사실을 공개한 이후에는 김정은 일가가 직접 장성택 숙청에 나섰다는 분석이 나오고 있다.
한국일보의 주간지 주간한국은 장성택의 부인이자 김정은의 고모인 김경희가 장성택 숙청을 지휘했다고 분석하였다. 또한 주간한국은 장성택과 그 측근의 비리 사실은 김정은의 여동생인 김여정이 주도했다고 보도하였다. 김경희가 자신의 남편을 제거한 이유에 대해 이 매체는 장성택의 영향력이 지나치게 커졌다는 점을 들고 있다. 장성택이 김정은을 제치고 사실상 조선민주주의인민공화국의 제1인자 행세를 하고 있는 데다가, 김경희 본인의 건강이 악화되고 있는 상황에서 김일성-김정일-김정은으로 이어지는 김씨 세습체제를 유지하기 위해서 장성택 제거를 선택했다는 것이다.
헤럴드경제는 장성택이 김정은을 제거하고 조선민주주의인민공화국의 지도자 자리에 김정은의 이복형이자 김정일의 장남인 김정남을 세우려 했다고 보도하였다. 장성택의 숙청 이유로 나온 "양봉음위"(陽奉陰違, 앞에서 받들고 뒤로는 딴마음을 품는다)가 바로 장성택의 김정남 옹위 시도를 뜻한다는 것이다. 또한 헤럴드경제는 중국에 체류 중인 장성택의 핵심 측근이 최근 김정남과 접촉했으며, 이 사실이 장성택 일당이 제거된 핵심적 이유라고 분석했다.
북한이탈주민인 대북 전문가 이윤걸 북한전략정보서비스센터 소장은 12월 10일 자신의 홈페이지에 장성택 숙청은 김정은, 김정철, 김경희 등 김씨 일가가 직접 나선 것이라고 밝혔다. 이윤걸에 따르면 장성택 숙청을 최종 결정한 사람은 김정은과 김경희이며, 장성택의 측근인 리룡하 행정부 부장과 장성길 행정부 부부장을 체포하고 처형한 것은 김정철이다. 또한 이윤걸은 "‘김씨왕조체제’ 하의 김정은 3대세습체제에서 단지 태조대왕(김일성)의 공주 ‘김경희’의 남편(부마)이라는 이유로 성골은커녕 진골도 아닌 장성택이 2인자(세습후견자)가 된다는 것은 절대적으로 불가능하다. ‘북한왕조독재체제’에서 1인 독재체제만 있을 뿐 ‘2인자’는 있을 수 없다는 것을 이번 장성택 숙청으로 국내외에 과시한 것이다"라고 분석하였다.

### 2014년

#### 5.30 경제개혁조치
5월 30일 김정은은 조선로동당, 조선민주주의인민공화국, 조선인민군의 책임 관료들과의 담화를 통해서 우리식 경제 관리 방법을 발표한 5.30 경제개혁조치를 발표하였다.
5.30 담화는 사회주의 기업 책임 관리제의 도입을 핵심으로 하여 경제 관리의 효율성을 제고하겠다는 내용으로 구성되어 있음을 알수가 있다.
이 제도가 공장, 기업소, 협동조합들이 생산 수단에 대한 사회주의적 소유에 기초해 실제적인 경영권을 갖고 기업 활동을 창발적으로 해 당과 국가 앞에 지닌 임무를 수행하며, 근로자들이 생산과 관리에서 주인으로서 책임과 역할을 다하게 하는 기업 관리 방법이라며, 향후 기업들을 이 제도를 중심으로 관리해 나갈 것임을 시사하고 있다.
일명 독립채산제를 바탕으로 하여 전 생산 수단을 가진 심지어 군수산업에까지 독립 채산제를 적용하여 자기의 손해를 자체로 감가 상각하도록 규정하고 있음을 알수가 있다.
첫째, 조선민주주의인민공화국의 변화된 경제 및 시장 상황을 반영하여 개인 투자 및 사적 경제 활동 부분적 인정과 둘째, 경제적 인센티브 제공의 강화와 함께 시장의 기능을 보다 적극적으로 받아들임으로써 경제 관리 체계에 시장 경제적 요소의 도입을 확대하였으며, 셋째, 기업에 경영 전반에 대한 자율성과 결정권을 보장하고 시장 경제 활동 참여를 허용하고 있는 점을 들 수 있다.
일명 덩샤오핑이 주장하였던 방식과 같은 방식으로 가고 있음을 알수가 있고 특히 시장 경제를 주장하였다.

### 2015년

#### 광명망 재허용
2013년 3월 이후, 김정은이 아직은 개인들에게까지 광명망을 보급할 필요가 없다고 지시하여 개인 가정에 설치되어 있던 모든 광명망 접속선들이 철거되었다.
그러하지만 2015년 1월 들어서는 광명망의 개인 이용이 다시 허용되었다고 알려졌음을 알수가 있고 특히 그리하여 북한은 가정집에도 ADSL 모뎀 사용을 다시 허용했다.
아예 2017년 8월에는 김정은의 재가 하에 HSPA 모바일 인트라넷 서비스를 허용하여 HSPA USB Stick 판매를 허용하여 조선민주주의인민공화국 주민들에게 판매를 하였으며 이를 고려링크에서 인트라넷 서비스 이용자로 개통을 하였다.
현재 평양에서는 컴퓨터 보유자의 30% 이상이 광명망을 이용하여 특히 VOD나 혹은 온라인 게임을 즐기며 살아가고 있다고 밝혔다.

#### 정적 숙청
2015년 5월 13일, 대한민국의 국가정보원은 현영철이 4월 말에 반역죄로 공개 처형됐다고 밝혔다.
국정원에 따르면 현영철이 김정은의 지시에 대꾸를 하고 군 행사에서 조는 모습이 적발된 것이 반역죄의 사유라하며, 그가 평양의 강건 군관 학교에서 고사포로 공개 처형됐다고 전했다.
또한 국정원은 김정은의 핵심 간부들에 대한 불신과 숙청이 계속되면서 북한 내부에서도 김정은의 지도력에 대한 회의적 시각이 확산되고 있다고 밝혔으나, 국정원의 발표시점까지 북한 측은 현영철의 처형 사실 여부를 밝히지 않았다.
한편, 대한민국으로 망명한 태영호 전 영국 주재 북조선 공사는 2016년 12월 19일 국회 정보위원회 간담회에서 현영철이 자택이 도청 당하는 상황에서 말을 잘못 했다가 처형 당했다고 현영철이 숙청 당한 사실과 이유를 명확히 하였다.

#### 남북관계 재위기
2015년 8월 4일 7시 40분경 경기도 파주시 대한민국 육군 제1보병사단에서 하사 2명이 DMZ를 순찰하는 도중 1명의 하사가 철책을 넘어가다가 목함 지뢰가 폭발하였고 1명의 또다른 하사가 이를 부축하고 넘어오는 과정에서 다시 한 번 목함 지뢰가 폭발하였다.
이 사고로 1명은 오른쪽 무릎 위와 왼쪽 무릎 아래, 또다른 1명은 오른쪽 발목이 절단되었다.
대한민국 합동참모본부는 조선인민군이 한반도 군사 분계선을 넘어 지뢰를 묻은것으로 결론지었다.
이 사건으로 인하여 대한민국과 조선민주주의인민공화국이 위기를 맞게 되었고 이걸로 인하여 확대되어 서부전선 포격 사건까지 벌어졌으며 결국 2015년 8월 21일, 김정은은 조선민주주의인민공화국과 조선인민군에 준전시 상태임을 선포하였으며, 조선민주주의인민공화국의 조선중앙방송은 2015년 8월 21일 오전 김정은은 21일 17시부터 조선인민군 전선 대연합 부대들에 불의 작전 진입이 가능한 완전 무장한 전시 상태로 이전하며, 전선 지대에 준전시 상태를 선포함에 대한 조선인민군 최고사령관 명령을 하달했다고 보도한 바 있었다.
하지만 8월 22일 오후 7시 14분 경, 조선민주주의인민공화국의 제안으로 실시되는 남북 고위층 회담이 시작되었으며 이를 2시에 타결이 되었다.

### 2016년

#### 조선로동당 제7차 대회
2015년 10월 30일, 조선민주주의인민공화국 노동당 중앙위원회 정치국은 평양 조선중앙통신을 통해 2016년 5월초에 노동당 제7차 대회를 소집하기로 했다고 밝혔으며 당중앙위 정치국은 결정서에서 오늘 우리 앞에는 김정은 동지의 영도에 따라 우리 당을 김일성 - 김정일 동지의 당으로 강화 발전시키고 그 영도적 역할을 높여 주체혁명 위업의 최후 승리를 앞당겨나가야 할 혁명 임무가 나서고 있다며 당대회 소집 사유를 밝혔다.
그리고 2016년 조선로동당 제7차 대회에서 조선민주주의인민공화국은 5.30 경제개혁조치로 선포된 우리식 경제 관리 방법을 처음으로 공식화하여 선포를 하였음을 알수가 있었고 특히 국가적으로 기업들에게 부여된 경영권을 활용할 수 있도록 보장하여야함과 동시에 조건을 충분히 마련하여주어야 한다고 밝혔다.
이때 국가경제발전 5개년 전략을 밝힘으로써 24년만에 중기 경제 발전 계획을 발표를 하게 되었고 전략 계획으로 추진을 하게 되었다.

#### 문화 개방
2016년에는 만수대 TV을 케이블 TV으로 전격 송출하여 UEFA 유로파리그나 혹은 동구권 영화들을 시청할 수 있도록 전격 조치를 하였고 만수대 TV에서 직접 운영하는 사이트인 목란비디오에서 판권을 사들여서 미국 애니메이션 영화나 혹은 동구권 영화 혹은 유로파리그들을 DVD로 발매하여 판매를 하고 있다.
2016년에는 아예 스마트폰으로 목란비디오로 들어가서 안드로이드로 설치하여 위의 영화들을 볼 수 있도록 전격적으로 허용을 하였으며 이를 파격적인 조치를 취하였고 단, 역시 그외의 영화들을 볼 수는 없다는 단점이 있다.
더군다나 나의 길동무 앱 스토어를 통하여 현재 조선민주주의인민공화국의 금지되었던 외국 도서들까지 대부분 허용하여 구매할 시 구독할 수 있는 자유까지 주었고 이를 김흥광 대표가 밝혔다.
2018년에는 많은 주민들이 최근 살기 힘들다고 말은 하면서 적지 않은 돈이 드는 만수대 TV 설치에 극성이면서 지역 우체국에서는 핀잔을 주었지만 이에 아랑곳하지 않았으며 외국 영화에 대한 인기가 날이 갈수록 높아지고 있다는 점을 당국도 알고 있다고 지적하고 이 같은 결정은 조선민주주의인민공화국 당국의 의도와는 달리 주민들의 외부 정보에 대한 호기심을 자극하는 방향으로 흘러갈 가능성도 있다.
아시아프레스 오사카 사무소의 이시마루 지로 대표는 6월 12일 자유아시아방송에 조선중앙TV 이외의 다른 북한 국내 방송을 시청하기 위한 디지털TV 신호 변환기 즉 디지털 튜너의 보급률이 북한의 일부 지방 도시에서는 80퍼센트에 달한다고 밝혔으며 조선민주주의인민공화국이 2017년 말부터 디지털 고화질 HD 방송으로 전환하면서 전국에서 4개의 방송이 청취가 가능해졌다고 밝혔다.
이시마루 대표는 이전부터 전국적으로 방영되던 조선중앙TV에 추가로 교육 채널인 룡남산 텔레비죤, 세계 각국의 사건사고나 풍물을 다룬 특집 프로그램과 외국 영화 등을 방송하는 만수대 TV, 국제 경기와 스포츠 관련 소식을 전하는 체육 TV 등이 전국적으로 방영되고 있다고 전했다.
이와 관련해 북한 정보통신 관련 웹사이트 노스코리아테크의 마틴 윌리엄스 편집장은 12일 자유아시아방송에 이들 방송이 전국에서 시청 가능한 지 여부는 알 수 없다면서 조선민주주의인민공화국 주민이 당국의 검열을 받지 않은 영상물을 보는 시간과 기회를 줄이려는 북한 당국의 의도라고 평가했다.
북한 당국이 한국 드라마 등 외부 영상의 급속한 유입과 확산으로 인한 민심 이반을 막기 위해 해외 영상물의 통제와 처벌을 강화하는 한편, 자체 영상물의 품질을 향상시키고 공급 채널 수도 늘려 주민들이 북한 TV를 더 시청하도록 유도한다는 설명이다.

#### 5차 핵실험
2016년 9월 9일 오전 9시 30분 경 조선민주주의인민공화국은 정권 수립일에 맞춰 2016년 1월 핵 실험에 이어 8개월만에 풍계리 핵 실험장에서 핵 실험을 감행하였다.
조선중앙통신은 공식 성명을 통해 5차 핵실험이 성공적이었고, 핵탄두를 탄도 미사일에 장착할 수 있는 단계에 도달했음을 최종적으로 검토 확인했다고 밝혔으며 특히 미국 미들버리 국제학 연구소의 제프리 루이스 박사는 핵 실험 위력이 최소 20 - 30kt으로 지금까지 북한의 핵 실험 가운데 최고라고 말했으며 특히 8월 25일날 발사한 잠수함 발사 탄도 미사일에 핵탄두를 탑재가 가능하다는 것을 알수가 있다.

### 2017년

#### 미사일 연속 발사
2016년에 잠수함발사 탄도유도탄 두발을 발사한데 이어서 2017년에는 연속으로 발사하게 되었음을 알수가 있는데 특히 2월 12일에는 북극성 2호 탄도유도탄을 발사하게 되어 500km를 비행하여 성공을 거두었음을 알수가 있었고 특히 5월 14일에는 화성 12호 미사일을 발사하여 성공을 거두었다.
특히 5월 29일에는 스커드 미사일을 쏴서 동해에 안착을 하였으며 특히 6월 8일에는 지대함 순항유도탄 두발을 쏴서 동해에 안착을 하였으며 7월 4일과 7월 28일에는 화성 14호 미사일을 쏴서 1,000km를 날아가는데 성공하고 특히 8월 29일에는 화성 14호 미사일을 쏴서 2,700km를 날아가는데 성공을 거두었음을 알수가 있었다.

#### 6차 핵실험
2017년 9월 3일 조선민주주의인민공화국은 만탑산 근방에서 6차 핵실험을 벌여서 대략 최대 250kt까지의 위력을 보인 수소폭탄 핵실험을 벌였고 이때 화성 14호 미사일에 탑재될 예정인 것으로 알려져 있었다.
그리하여 엄청난 파장을 낳았으며 특히 이번 6차 핵실험을 토대로 한 결과 핵무기가 서울에 떨어진다면 200만 명이 순간적으로 100% 사망이라고 한다고 알려져 있다.
애초에 조선민주주의인민공화국은 대한민국과 재래식 전력의 격차가 현격히 벌어지자, 재래식 전력은 포기하고 모든 돈을 핵 개발에 올인한 것으로 알려져 있다.

#### 화성 15호 미사일 발사
2017년 11월 29일 최초 시험발사에 성공했음을 알수가 있는데 지구 전역에 대한 핵공격 능력을 확보했다면서, 핵무기의 모든 개발 완성을 선언했으며 30일 발사 동영상을 공개했음을 알수가 있고 영국 가디언에 따르면 미국 물리학자 겸 미사일 전문가인 데이비드 라이트 박사는 일반적인 각도로 발사했을 경우 13,000 km를 비행할 수 있을 것이라 말했음을 알수가 있고 북한 대부분의 지역에서 미국 동부 뉴욕, 워싱턴은 대략 11,500 km 거리임을 알수가 있다.

### 2018년

#### 새해 신년사
김정은은 신년사에서 대한민국 당국은 온겨레의 운명과 이땅의 평화와 안전을 위협하는 미국의 무모한 핵전쟁에 가담해 정세 격화를 부추길 것이 아니라 긴장 완화를 위한 우리의 성의있는 노력에 화답해 나서야 한다고 강조하며 민족 화해와 통일을 지향해 나가는 분위기를 적극 조성하여야 한다며. 남북 관계 개선을 추구하기 위하여 노력을 하겠다고 발표하고 더군다나 대한민국의 더불어민주당은 물론 각계 각층 단체와 개별적 인사들을 포함하여 심지어 문재인 대통령에게도 대화와 접촉 내왕의 길을 열어 놓을 것이라고 밝혔음을 신년사에 밝혔고 이걸로 인하여 접촉의 길이 열렸음을 알수가 있었다.

#### 1차 남북정상회담
2018년 1월 1일 김정은이 신년사에서 평창 올림픽의 성과적 개최를 기대하면서 올림픽 대표단 파견을 포함한 조치를 취할 용의가 있으며 이를 위해 북남당국이 시급히 만날 수도 있을 것"이라 언급하면서 남북 당국 간 회담의 개최 가능성을 시사하였다.
이에 1월 2일 조명균 통일부 장관은 북측에 남북 고위급 회담을 제의하였으며, 1월 7일 판문점에서 회담이 열렸다.
예정된 시각보다 15분이 앞당겨진 오전 10시 15분, 김정은과 문재인 대통령은 평화의 집 2층 회담장에 함께 입장했으며 오전 정상회담은 확대정상회담으로, 남측은 서훈 국정원장과 임종석 대통령 비서실장이, 북측은 김여정과 김영철이 배석한 가운데 약 100분간 진행됐다.
그로부터 1시간 40분이 지난 오전 11시55분 경, 두 정상은 오전 회담을 마치고 개별 오찬에 들어갔으며 김정은은 11시 57분에 평화의 집을 나와 검은색 벤츠 차량을 타고 북측으로 건너갔다.
이어 김정은은 하나의 핏줄과 역사, 문화와 언어를 가진 남북은 본래처럼 하나가 돼 끝없는 번영을 누릴 것이라며, 역대 합의처럼 시작만 뗀 불미스러운 역사를 되풀이하지 않도록 반드시 좋은 결실이 맺어지게 노력할 것을 확언해 판문점 선언의 실천 의지를 강조하였다.
한편으로 그 길에는 외풍과 역풍, 좌절과 시련도 있을 수 있다면서, 언젠가 힘들게 마련된 이 만남과 온갖 도전을 이기고 민족의 진로를 손잡고 함께 헤친 날들을 즐겁게 추억할 것이라고 밝혔다.
모든 행사를 마무리하고 김정은 부부는 문재인 대통령 내외의 작별 인사와 함께 차를 타고 오후 9시 27분 군사분계선을 넘어 다시 북으로 돌아갔다.

#### 2차 남북정상회담
본 정상회담은 회담이 성사되기까지, 제안 이후에 12시간 만에 전격적으로 이루어진 회담이라고 알려졌다.
2018년 5월 28일 백태현 통일부 대변인은 정례브리핑에서 이번 남북정상회담은 필요에 따라 신속하게 격식 없이 진행된 것이라며 따라서 공식수행원은 없었다고 말했다.
2018년 5월 27일 제2차 남북정상회담 결과 발표에서 문재인 대통령은 지난 회담에서 두 정상은 필요하다면 언제 어디서든 격식 없이 만나 서로 머리를 맞대고 민족의 중대사를 논의하자고 약속한 바 있으며 김 위원장은 그제 오후, 일체의 형식 없이 만나고 싶다는 뜻을 전해왔고, 흔쾌히 수락하였음을 밝혔다.
문재인 대통령은 비공식 행사에 주로 활용하던 차량을 타고 통일각 정문 앞에 도착했으며, 미리 기다리던 김정은의 여동생 김여정의 영접을 받았다.
문재인 대통령은 김정은의 안내를 받아 방명록에 서명하고 회의장으로 자리를 옮겼으며 김정은은 문재인 대통령의 차량 앞까지 문재인 대통령을 에스코트했고, 문재인 대통령과 3차례 포옹과 악수를 하며 이별을 아쉬워했다.
한반도의 비핵화와 항구적인 평화 체제를 위한 김정은의 여정은 결코 중단될 수 없다는 점을 확인하겠다고 밝혔다.

#### 2018년 북미정상회담
북미정상회담은 6월 12일 싱가포르에서 열리는 것으로 발표됐음을 알수가 있는데 6월 12일 싱가포르 센토사 섬, 카펠라 호텔서 열렸다.
김정은과 트럼프 대통령은 먼저 일대일 회담을 하였음을 알수가 있는데 도널드 트럼프 미국 대통령이 도착하기 6분 전에 김정은은 카펠라 호텔에 먼저 도착했으며 그들은 12시의 악수로 오전 9시 05분에 정상 회담을 시작한 후 통역사와의 1 : 1 미팅에 참가했다.
트럼프와 김정은은 일대일 협상에서 나왔고 회랑을 거쳐 확장 된 양자 회담이 열렸던 호텔의 회담장 카시아로 걸어갔으며 트럼프는 1 대 1 회의를 기자가 요청할 때 매우 훌륭함이라고 묘사했으며 트럼프는 일대일 회의에서 되돌아보고 다시 확인할 메모를 받았는지 물었을 때 나는 모든 시간의 위대한 추억 중 하나를 가지고 있기 때문에 확인할 필요가 없다라고 대답했다.
김정은과 트럼프 대통령은 서명식에 참여하였으며 트럼프 대통령과 김정은은 싱가포르 정상 회담에서 조선민주주의인민공화국의 김정은과 미합중국의 도널드 트럼프 대통령의 공동 선언이라는 공동 성명서에 서명했다.
공동 성명서는 양국 간에 미래의 방향을 설정하는 매우 중요하면서 포괄적인 공약을 공식적으로 체결했다.

#### 3차 남북정상회담
대한민국 정부는 9월달 제3차 정상 회담에 대한 의제와 일정 협의를 위하여 9월 5일 한반도 운전자론의 실무적인 방안으로 북한을 방문하기로 결정하였으며 즉 4.27 남북정상회담, 6.12 센토사 북미 정상 합의를 기반으로 포괄적으로 합의 와 한국전쟁 종전선언 문제와 한반도의 완전한 비핵화와 항구적 평화체제 정착등을 협의하게 될 것이다.
제3차 남북정상회담 일정은 9월 달에 시작되는 UN 정기 총회 일정에 따라서, 9월 18 - 20일 정도가 유력하게 거론되고 있었으며, 한국 청와대는 9월 18 - 20 일간 제3차 남북정상회담의 확정 날짜를 발표했다.
즉 해당 UN 정기 총회가 9월 25일 시작되므로 이전에 남북 정상회담을 통해서 사전에 미국과 중국등이 참여하는 UN 정기 총회 국제적인 행사를 대응한다는 포석이다.
남북정상회담 합의 사항으로는 다음과 같으며 비핵화분야는 동창리의 엔진 시험장과 대륙간 탄도 미사일 발사대를 유관 기관 참관 아래 영구적으로 폐기하며, 미국의 상응 조치에 따라 영변의 핵 시설 역시도 영구적 폐기를 약속하고 군사 분야는 판문점 선언 이행 합의서에 대한 부속 합의서를 채택하여 군사 공동 위원회를 가동하고 대한민국 - 조선민주주의인민공화국 간에 한국전쟁 유해 공동 발굴을 합의 하였다.
또한, 남북 공동 경비 구역(JSA) 내의 완전한 비무장화로, 기존에 탄창을 갈아 끼우다가 사격하는 등의 우발적인 무력 충돌 가능성을 제거하며, 향후 북측 지역에 민간인도 출입 가능하도록 하는 등이 평양 공동 선언문에 합의되었다.
경제 분야는 비핵화 관련된 조건과 여건 마련되는것에 따라, 올해안 서해 및 동해선 철도와 도로 착공식 하며, 서해 경제 특구 와 동해 관광 특구를 개설하였으며 그리고, 개성 공단과 금강산 관광을 정상화하고 이산가족 분야는 이산 가족 상시 면회소 설치하며, 향후 화상 상봉을 추진한다.
문화 체육 분야는 2032년 하계 올림픽 남북 공동개최, 10월중 평양 예술단 서울 공연등이 합의 되었음을 알수가 있고 이를 문재인 대통령과 김정은이 평양 공동 선언에 서명하고 군사 합의 부문은 송영무 국방장관과 노광철이 서명을 하였다.
그리고 20일날에는 백두산으로 방문을 하여 모두가 감동을 하며 사진이나 혹은 동영상을 담은 모습들이 담겨져 있었고 이를 문재인 대통령이 기자회견을 하면서 밝혔다.

### 2019년

#### 2019년 북미정상회담
도널드 트럼프 대통령과 김정은은 수요일 하노이에서 저녁 식사를 시작했음을 알수가 있었다.
저녁 식사에는 몇 명의 주요 참석자가 있었는데 마이크 폼페이오 미국 국무장관, 믹 뮬바니 참모, 김영철 조선민주주의인민공화국 중앙 정무국 부위원장, 리용호 외무상 등이 참석했다.
트럼프 대통령은 김 위원장과의 첫 발언에서 북한에 대해 조선민주주의인민공화국 엄청난 미래를 보장 한다고 발언했다.
김정은은 제2차 정상 회담은 트럼프의 용감한 정치적 결정으로 묘사했음을 알수가 있었고 김정은은 싱가포르에서 열린 6월에 열린 1차 북미정상회담 이후 지금까지 생각, 노력, 인내심이 많이 필요했었다고 덧붙였다.
도널드 트럼프 대통령과 마이크 폼페이오 국무장관은 정상회담 후 기자 회견에서, 2019년 2월 28일 목요일 백악관은 정상 회담이 짧게 끝났으며 합의에 이르지 못했다고 발표했다.
트럼프 대통령은 하노이에서 열린 정상 회담 후 기자 회견에서 북한이 경제 제재 조치를 중단하기를 원했기 때문에 정상 회담이 중단됐다고 밝혔다.
트럼프 대통령은 기본적으로 북한은 제재를 완전 해제하길 바랐으나 그렇게 할 수는 없었다고 말했음을 알수가 있었고 우리 미국은 그 북한과의 합의를 할수가 없었다라고 발표하였다.
몇 시간 뒤, 북한 당국자들은 북한이 드물게 소집하는 기자 회견을 소집했음을 알수가 있었고 리용호는 트럼프의 발표한 내용과 비교되는 북한측의 입장에 대한 다른 설명을 했다.
리용호는 트럼프 대통령의 기자회견 비교한 것 관련하여, 북한측 자신들은 미국과는 다른 입장에서의 정상회담 조기 중단된 이유를 설명을 했음을 알수가 있었고 즉 조선민주주의인민공화국은 일부 제재 해제만을 미국에 제안했다.
리용호는 11건의 유엔 제재 조치 중, 북한은 2016년과 2017년에 부과 된 5건의 제재 조치가 미국측에서 해제되기를 요청하였음을 발표하였다.
리용호의 대변인은 북한이 영변의 주요 원자력 시설을 영구적으로 그리고 완전하게 해체 할 것을 제안했으며, 미국 전문가들은 이를 준수 할 수 있다고 말했음을 알수가 있었다.
마지막으로 북한은 향후에도 북한의 영변 핵시설 폐기에 대한 조건은 변경되지 않을 것이라고 발표를 하였다.

#### 사회주의 기업 책임 관리제 헌법 수록
조선민주주의인민공화국이 지난 4월 개정한 헌법에 당 우위의 전통적 경제 관리 방식인 대안의 사업체계를 삭제하고, 생산 현장의 자율성을 높이며 시장 경제 요소를 도입한 사회주의 기업 책임 관리제를 새로 명시한 사실이 뒤늦게 확인되었다.
개혁 요소가 강화된 김정은식 경제 방식이 헌법적 기반을 마련한 것임을 알수가 있고 아울러 개정 헌법에 김정은이 국가를 대표한다는 표현을 추가한 사실도 확인됐다.
지금껏 전문이 외부에 공개되지 않았다 11일 공개한 개정 사회주의 헌법 전문을 보면, 33조에서 국가는 경제 관리에서 사회주의 기업 책임 관리제를 실시하며 원가, 가격, 수익성과 같은 경제적 공간을 옳게 이용하도록 한다고 되어 있다.
이는 기존 헌법의 국가는 경제 관리에서 대안의 사업체계의 요구에 맞게 독립 채산제를 실시하며 원가, 가격, 수익성과 같은 경제적 공간을 옳게 이용하도록 한다의 대체 조항이다.
핵심은 국가 경제 관리 방식을 대안의 사업체계에서 사회주의 기업 책임 관리제로 바꾼 것이고 아울러 개정 헌법은 경제 관리 운영에서 내각의 역할을 결정적으로 높인다는 표현을 새로 추가했음을 알수가 있다.
사회주의 기업 책임 관리제는 김정은이 2011년 12월 집권 첫날부터 강조해왔으며 2016년 5월 조선로동당 제7차 대회 때 우리식 경제 관리 방법의 하위 범주로 처음으로 공식화했음을 알수가 있다.
시장을 계획과 제도 안으로 끌고 들어온 게 핵심인데, 예컨대 각 기업소는 국가가 하달한 생산 계획만 채우면 수요에 맞춰 상품을 만들어 시장에 내다 팔아 자체 수입을 올릴 수 있다.
개정 헌법은 32조에선 실리를 보장하는 원칙을 확고히 견지한다는 표현을 새로 추가해, 개별 경제 주체들이 자체적으로 지속 가능성 확보에 나설 수 있는 헌법적 근거를 마련했음을 알수가 있다. 김정은이 각별히 강조해온 전민 과학기술 인재화도 40조에 새로 추가 되었다.

#### 2019년 3차 북미정상회담
2019년 3차 북미정상회담은 미국과 조선민주주의인민공화국 간의 세 번째 정상회담이다. 2019년 오사카 G20 정상회의이 끝난 뒤 판문점에서 김정은과 미국의 대통령 도널드 트럼프, 대한민국 문재인 대통령이 만나 남측 지역에 있는 평화의 집에서 북미 정상 회담을 가졌다.
2019년 6월 30일 이날 도널드 트럼프는 오후 3시 45분에 군사분계선을 넘어 현직 미국 대통령으로서 최초로 조선민주주의인민공화국 땅을 밟은 대통령이 되었음을 알수가 있고 6월 30일에 2019년 오사카 G20 정상회의가 끝난 뒤 도널드 트럼프와 문재인은 김정은과의 회담을 갖기 전에 양복 차림으로 한반도 비무장 지대를 찾아 오울렛 초소를 방문했다. 그 뒤 도널드 트럼프와 문재인은 캠프 보니파스를 들른 뒤 판문점으로 이동했다.
도널드 트럼프 대통령은 판문점의 군사분계선에서 김정은과 손을 맞잡았고, 김정은은 이런 데서 각하를 만나게 될 줄 생각 못했습니다라고 말했으며 김정은은 도널드 트럼프에게 군사분계선을 넘어 올 것을 제안했고, 도널드 트럼프가 이를 받아들여 잠시 군사분계선을 넘으며 조선민주주의인민공화국을 방문한 최초의 미국의 대통령이 됐다.
회담이 시작되기 전 도널드 트럼프는 김정은을 백악관에 초청했고, 김정은은 도널드 트럼프를 평양직할시로 초청했음을 알수가 있었다. 이후 문재인이 합류해 도널드 트럼프, 김정은과 대화를 나누었으며, 김정은과 도널드 트럼프는 판문점 남측의 자유의 집에서 53분간 양자 회담을 가졌다.
회담이 끝난 뒤 도널드 트럼프와 문재인이 조선민주주의인민공화국으로 돌아가는 김정은을 배웅했다.
이후 도널드 트럼프의 선임 고문 이방카 트럼프는 블룸버그 뉴스 와의 인터뷰에서 도널드 트럼프의 선임 보좌관 재러드 쿠슈너, 미국의 재무장관 스티븐 므누신도 김정은을 만나기 위해 조선민주주의인민공화국을 방문했으며, 자신은 조선민주주의인민공화국 측의 초청을 받고 조선민주주의인민공화국의 비핵화를 이루기 위해 선의로 조선민주주의인민공화국을 방문해야 했다고 말했음을 알수가 있었고 조선중앙통신은 이방카 트럼프와 김정은이 만난 모습을 보도했으며, 김정은이 스티븐 므누신과 만난 모습도 공개했다.

#### 400mm 다연장 로켓 발사
조선민주주의인민공화국 현장 지휘소를 찾은 김정은이 발사체 발사 장면을 지켜보았으며 400mm 다연장 로켓을 발사하였으며 사거리가 대략 400km의 장사정포라는 것을 알수가 있고 발사대 역시 북한이 모자이크 처리를 해서 잘 보이지는 않았지만 8륜 구동 장사정 TEL 수준으로 알려져 있다.
대구경 다연장 로켓의 최고 속도가 마하 6.5 이상으로 미사일급으로 빨라진 것도 알려져 있으며 특히 부산까지 사정권에 들었음을 알수가 있고 특히 중국의 WS-2D 로켓과 비슷한 대구경에다 특히 4연장으로 이루어져 있다.
4월 25일에는 KN-23 단거리 탄도미사일을 발사하여 최대 500km에 이르고 특히 정확도가 10m 이내인 만큼 핵탄두 장착도 가능하다는 의견이 있을만큼 충격이 엄청 큰데 현재는 대구경 다연장 로켓을 개발하였다.

### 2020년

#### 순천과인산비료공장 완공식 참석
2016년 김정은이 야심차게 추진하여온 국가 경제 발전 5개년 전략으로 인하여 조선민주주의인민공화국은 순천시를 크게 키우려는 야심으로 결국 메탄올 직장과 순천석회질소비료공장을 개건을 할 예정으로 270일 전투를 추진을 하였다.
그래서 순천석회질소비료공장은 순천 과인산 비료 공장으로 개건을 하려고 하였으며 순천화학련합기업소 메탄올 직장은 복구하여 탄소하나화학공업 기지로 변신을 시키라고 하였다.
순천 과인산 비료 공장을 2020년까지 완공시키라는 김정은의 명령으로 인하여 박봉주 부위원장와 김재룡 총리도 자주 순천 과인산 비료 공장과 탄소하나화학공업기지를 자주 현지지도를 갔다.
결국 김정은도 막바지 2020년 1월 순천 과인산 비료 공장을 방문하였고 이때 건설이 완료될 것이라고 조언 받은 김정은은 크게 기뻐하며 당이 전폭적으로 내각을 지원하고 모든 일에 자재를 대주라고 명령을 내렸다.
결국'2020년 한동안 김정은이 보이지 않아 결국 순천 과인산 비료 공장이 건설되는 것을 보지 못할뻔 하다 결국 2020년 5월 1일 김정은이 예정대로 순천 과인산비료공장으로 현지지도 겸 완공식을 직접 주도하여 테이프를 끊었다.
이때 김정은이 현지지도를 다녀보며 이때 무인화가 된 산업용 로봇과 회전로 그리고 린비료를 생산할 무연탄 등을 보급할 여력이 있는지 알아봤으며 특히 자재 걱정을 하지 않도록 유의할 것과 통합 생산 체계를 보고 감동한 점, 생산라인을 보며 5개월안에 생산라인은 어떠하든 2개는 마련하라는 지시가 떨어졌다고 밝혔다.
국가경제발전 5개년 전략의 한 계단은 올라갔지만 아직 순천화학련합기업소의 메탄올 직장이 완료가 되지 않았으며 다만 순천 과인산 비료 공장이 완공 된 것으로 보아 현재 메탄올 직장도 상당히 완료가 되었다.
하지만 낙관적인 상황은 아니며 현재 국가경제발전 5개년 전략의 상황은 조선중앙TV로 보여주었고 일각에서는 묻혔다고까지 보도가 되었다.

#### 남북관계 재위기
탈북민단체는 6.25전쟁 70주년을 맞아, 6.25 참상의 진실이라는 제목의 대북전단 100만 장을 이달 안에 날려 보낼 것이라고 밝혔으며 단체 측은 풍선 40 - 50개를 띄울 수 있는 수소가스를 준비했고, 풍선을 통한 전단 살포가 막히면 드론을 이용해 전단을 날리는 방안도 검토하고 있다고 설명했다.
경찰은 이에 대비해 경기 파주와 연천, 인천 강화 등 접경지역에 경력을 배치해 24시간 대비체제를 갖춘 상태이며 이전에도 탈북자 단체가 대북전단 살포를 하여 결국 충돌이 일어났다.
조선민주주의인민공화국이 남북공동연락사무소를 비롯한 남북 간 모든 연락 채널을 완전 차단하겠다고 밝혔으며 실제 이 조치가 실행된다면, 지난 2018년 1월 3일 판문점 연락 채널이 재개된 이후 약 2년 5개월 만에 다시 남북 간 통신선이 닫히게 된다.
6월 9일 조선중앙통신은 남북사이의 모든 통신 연락선을 완전 차단해버리는 조치를 취함에 대하여라는 제목의 보도를 통해 8일 대남 사업부서들의 사업 총화회의에서 조선로동당 중앙위원회 부위원장 김영철과 조선로동당 중앙위원회 제1부부장 김여정은 대남사업을 철저히 대적사업으로 전환해야 한다는 점을 강조하면서 배신자와 쓰레기가 저지른 죄값을 정확히 계산하기 위한 단계별 대적 사업 계획들을 심의하고 우선 먼저 남북 사이의 모든 통신 련락선들을 완전 차단해 버릴 데 대한 지시를 내렸다고 보도했다.
통신은 이어 이에 따라 우리 측 해당 부문에서는 2020년 6월 9일 12시부터 북남공동연락사무소를 통하여 유지하여 오던 남북 당국사이의 통신연락선, 남북 군부 사이의 동서해 통신연락선, 북남 통신시험연락선, 조선로동당 중앙위원회 본부청사와 청와대 사이의 직통 통신연락선을 완전 차단, 폐기하게 된다고 전했다.
통신은 이같은 조치를 취하는 배경에 대해 대한민국 당국은 저들의 중대한 책임을 너절한 간판을 들고 어쩔 수 없다는 듯 회피하면서 쓰레기들의 반공화국 적대 행위를 묵인하여 북남관계를 파국적인 종착점에로 몰아왔다며 그 책임을 대한민국에 돌렸다.
통신은 그러지 않아도 계산할 것이 많은 대한민국 당국의 이러한 배신적이고 교활한 처사에 전체 우리 인민은 분노한다며 대한민국 당국의 무맥한 처사와 묵인하에 역스러운 쓰레기들은 반공화국적대행위를 감행하면서 감히 최고 존엄을 건드리며 전체 우리 인민의 신성한 정신적 핵을 우롱하였으며 결국 전체 우리 인민을 적대시했다고 덧붙였다.
그러면서 통신은 다른 문제도 아닌 그 문제에서만은 용서나 기회란 있을 수 없다. 반드시 그 대가를 치르게 해주어야 한다며 우리는 최고 존엄만은 그 무엇과도 바꿀 수 없으며 목숨을 내대고 사수할 것이라고 강조했다.
북한은 연락 중단 조치를 예고한 이후 이날 오전 9시 남북공동연락사무소에서 진행되는 개시 통화에 응답하지 않았다. 또 서해 군 통신선 역시 같은 시각 북한에 개시 통화를 시도했으나 응답이 없었던 것으로 전해졌다.
탈북민단체의 대북전단 살포에 강한 불만을 나타낸 조선민주주의인민공화국이 6월 9일 남한과 통신연락망을 차단했으며 나아가 대한민국을 적으로 규정하며 적대 구도를 설정, 남북관계가 중대 기로에 서게 됐다.
또 9.19 남북군사합의 파기 등 추가 조치를 예고함에 따라 향후 북한의 일방통행이 예상되고 있고 조선민주주의인민공화국이 벼랑 끝 전술로 한방도 긴장을 높이는 동시에 대남 사업을 적대 전략으로 전환하는 초강경 카드를 꺼내든 만큼 악화일로에 접어들 가능성이 커지고 있다.
특히 북한이 군사적 도발을 감행한다면 남북관계는 심각한 위기 상황에 직면할 것으로 전망되고 있다
2020년 6월 남북공동연락사무소를 조선민주주의인민공화국이 폭파하겠다며 일방적으로 협박 통보한 지 사흘 뒤인 2020년 6월 16일 오후 2시 49분경 남북공동연락사무소를 동의없이 폭파하였다. 이는 조선민주주의인민공화국이 판문점 선언과 9.19 군사합의를 사실상 파기한 것과 같다. 2007년 참여정부 시기에 지어진 개성공단 종합지원센터도 심각하게 훼손되었다.
조선중앙통신은 이날 분노의 격류, 전체 인민의 대적 보복 열기 제목의 보도에서 중앙의 각급 출판인쇄기관들에서 1천 200만 장의 각종 대남전단을 인쇄했다며 22일 현재 3천여 개의 각이한 풍선을 비롯해 남조선 깊은 종심까지 살포할 수 있는 여러 가지 살포기재·수단이 준비됐다고 전했다.
조선민주주의인민공화국이 대한민국 깊은 종심'을 언급한 만큼 대남전단이 접경지역뿐만 아니라 서울까지도 날려 보낼 가능성이 있다고 밝혔다.
조선중앙통신은 또 역대 최대 규모의 대적 삐라 살포 투쟁을 위한 준비가 끝나가고 있다며 응징 보복의 시각은 바야흐로 다가오고 있다고 경고했으며 정확한 살포 시점은 명시하지는 않았지만 수일 내에 살포가 이뤄질 것으로 보인다.
당장 6.25 한국전쟁 70주년 행사가 예정된 25일에 대남전단을 뿌릴 것이라는 관측도 나오고 있으며 조선중앙통신은 각 도와 시, 군 인쇄공장에서도 수백만 장의 대적삐라를 추가 인쇄하기 위한 준비를 다그치고 있다며 추가 인쇄에 나설 것을 밝혔다.
이어 삐라와 오물 그것을 수습하는 것이 얼마나 골치 아픈 일이며 기분 더러운 일인가 하는 것을 한번 제대로 당해봐야 버릇이 떨어질 것이라며 대한민국은 고스란히 당해야 한다고 주장했다.
또 대남전단 살포의 정당성을 강조하며 대적 삐라 살포 투쟁 계획은 막을 수 없는 전주민적, 전사회적 분노의 표출이라고 덧붙였다.
이는 지난 23일 김정은 국무위원장 주재로 열린 당 중앙군사위원회 제7기 제5차 예비회의에서 대남 군사행동 계획을 보류하기로 한 데 따른 것이라는 전언이다.
북한 내부 소식통은 29일 데일리NK에 화상회의 당일 오후 2시에 대적사업을 일시 중단한다는 김여정 동지의 지시가 통일전선부에 내려졌고, 같은 시각 최고사령부는 총참모부에 전투준비태세에서 명령을 기다리라는 지시를 내렸다고 전했다.
소식통에 따르면 화상회의로 당중앙군사위 예비회의를 진행한 지난 23일 당일 김정은이 지도한 제7기 제5차 당중앙군사위원회 예비회의 사상을 집행하기 위한 조선노동당 중앙위원회 김여정의 지시라는 제목의 문건이 통일전선부에 내려졌다.
해당 문건에는 김정은의 노선과 정책관철은 우리 당과 일꾼들의 확고부동한 사상이며 이를 집행하기 위해 당중앙은 다음과 같이 지시한다며 대남 삐라 및 대적사업을 일시 중단할 것 통일전선부는 이미 인쇄된 삐라 선전물들을 한 장도 누락 없이 통일적으로 관리할 것 지시가 있을 때까지 대외선전에서 일체 대남비방을 하지 말 것 등 구체적인 김여정의 지시사항이 포함된 것으로 알려졌다.
이밖에 총참모부에 내려진 최고사령부 명령에는 지상과 해상과 공중 및 분계연선 지역에서 지금의 전투동원태세를 견지하며 명령을 기다리라는 내용과 함께 하계훈련 준비와 관련한 지시사항이 담겼다고 소식통은 덧붙였다.
결국 남북관계 재위기 상황은 일시적으로 해소가 되었으며 결국 도널드 트럼프의 악재에 우려하여 결국 일시 보류가 된 상황이다.

#### 공장기업소에 우리식의 경제관리방법 정상화 지시[133]
최근 조선민주주의인민공화국이 공장기업소 생산 단위에 우리식 경제관리방법을 정상화하라는 내용의 지시문을 내린 것으로 전해졌다.
대북제재와 신종 코로나바이러스 감염증 여파로 경제가 위축되고 있는 상황에서 공장기업소의 생산성 향상을 독려하려는 의도로 분석되고 있으며 양강도 소식통은 8일 데일리 NK와의 통화에서 조선민주주의인민공화국이 지난달 말 국가 경제의 모든 부문들에서 우리식의 새로운 경제관리체계를 정상화할 데 대한 지시문을 대상 공장기업소에 내려보냈다고 전했다.
조선민주주의인민공화국은 김정은의 집권 이후인 2012년 6월 28일과 2014년 5월 30일 새로운 경제개혁 조치를 발표하고 농업 부문에는 포전담당책임제, 기업 부문에는 사회주의 기업 책임 관리제를 도입했다. 모두 농장과 공장기업소에 자율성을 부여해 생산성과 효율성을 높이려는 시도이자 시장경제의 확실한 도입이었다.
그러나 이러한 경제개혁조치는 여러 대내외적 악조건 속에서 제대로 된 성과를 내지 못하고 있는 것으로 알려졌으며 더욱 올해에는 코로나19 사태로 인해 무역에도 상당한 차질이 빚어지면서 전반적인 생산에 어려움을 겪고 있다.
이에 조선민주주의인민공화국은 자율권을 재차 강조하면서 각 생산단위가 책임지고 성과를 내도록 독려하고 나선 것으로 보이며 현재 처하고 있는 어려운 환경 속에서 공장기업소가 제대로 운영되지 못하자 경제관리체계를 다시금 확립하기 위한 움직임에 나선 셈이었다
소식통에 따르면 조선민주주의인민공화국은 이번 지시문을 통해 이달 1일부터 김일성 생일 110주년인 2022년 4월 15일까지 모든 공장기업소가 국가생산계획 외 초과 생산분에 대해 전부 자율적인 처분을 할 수 있다고 밝혔다.
이어 초과 생산분을 처분해 노동자들의 월 임금을 일한 몫과 성과에 따라 차등 지급하는 체계를 세우고 기술을 갱신했거나 특수한 환경에서 열성을 다해 일한 노동자들에게는 성과급을 주는 체계 또한 갖춰 공장기업소를 정상 관리하도록 하라고 주문했다.
이에 따라 현재 사유화가 상당부분 진행이 되었으며 무역 부분도 활성화가 되려고 시도하고 있는데다 현재는 석탄을 내수로 전환을 준비중이라고 밝혔다.

## 평가
연평도 포격에서 호화스럽고 사치스러운 생활 등 여러 면에서 비판과 경제개혁 및 개방의 호평등 호불호가 갈리며 존재한다.

### 호화 사치 생활
김일성 때부터 이어져 온 호화사치 생활은 단연 비난의 대상이 되며, 그러면서도 인민들의 의식주를 생각하지 않는다 하여 "인민을 굶겨죽이는 지도자"라는 비판을 받는다. 영국 일간 텔레그래프의 2011년 1월 1일자 보도에 따르면 대한민국 정보기관 분석결과, 북한이 총 1억 파운드(약 1734억 원) 이상을 들여 김정일 국방위원장의 3남 김정은을 위한 호화주택을 잇달아 건설하고 있는 것으로 파악되고 있다. 이 건물에는 요트 선착장과 사설 기차역 등이 설치될 것으로 알려졌으며, 이 밖에도 함경북도에서 김정은을 위한 것으로 보이는 주택이 건설 중인 것으로 전해졌다. 조선민주주의인민공화국에는 일반 차량이 다닐 수 없는 '김정은 전용도로'가 건설되어 있으며 2022년에는 함경북도 당국이 주민들을 동원하여 김정은 전용도로 보수 공사를 진행하였다. 전용도로는 지역별로 도로 보수와 관리를 위한 담당 구간이 할당되어 있다.

### 우상화 및 권력승계에 대한 비판
하태경 열린북한 대표는 10월 10일 일본 도쿄 메이지 대학에서 북조선에서 진행 중인 우상화 작업에 대해 비난하였다. 김정남은 '중국의 마오쩌둥도 정권 세습을 하진 않았다'라며 세습에 대해 강하게 비판하기도 했다. 이와 관련해서, 일본 산케이 신문은 김일성은 김정은을 손자로 인정하지 않았으며, 장남 김정남을 후계자로 보았고, 김정은 등은 정식 손자로 인정하지 않았다고 보도하였다.

### 후계자시 경제개혁 지시
김정일이 살아있을 때 후계자였던 김정은은 새로운 중국식 경제개혁 준비를 2011년 8월부터 12월까지 조선로동당 조직지도부와 대외 경제 부서의 과장급 혹은 부원들을 파견보내어 중국식 경제개혁 사업을 지시하였다.
이때 12월 14일 연구 결론은 생산 공장 및 서비스 업종에 대하여 임대정책을 기본으로 내세우는 작업을 하기로 결론내리고 2012년 4월에 경제개혁을 시행을 하려고 하였음을 알수가 있었고 이때부터 상무조가 편성이 되려고 하는 시점에 결국 김정일이 사망하였는데 결국 김정은의 지시로 중단없이 계속 4월로 확정이 되어 추진을 하려고 하였음을 알수가 있었다.
하지만 결국 이명박 전 대통령의 발언의 한마디 때문에 4월의 경제 개혁 지시가 6월로 미루어져 있음을 알수가 있었고 간신히 무마되어 6월에 내각 상무조가 편성이 되어 12.1 경제개혁조치로 시행이 되어 독립채산제 및 포전담당책임제 시범 실시를 한 끝에 3월 1일 3.1 경제개혁조치가 실시됨으로 북한 전역에 독립채산제가 실시가 되었다.
2014년 5월 30일에는 김정은이 조선로동당과 조선인민군, 내각 기관의 관리들을 모아놓고 5.30 담화를 발표하여 충격을 주었고 이때 담화는 사회주의 기업 책임 관리제는 공장, 기업소, 협동조합이 생산 수단에 대한 사회주의적 소유에 기초해 실제적인 경영권을 갖고 기업 활동을 창의적으로 해 조선로동당과 국가에 지닌 임무를 수행하며, 근로자가 생산과 관리에 주인으로 책임과 역할을 다하게 하는 기업 관리 방법이라고 규정했다.
기업소는 제품 개발권과 품질 관리권, 인재 관리권을 행사해 지식 경제 시대의 요구에 맞게 새기술, 새제품을 적극 개발하고 제품의 품질을 개선해 기업소의 경쟁력을 높이도록 했다.
더불어 과학자와 기술자이 근로자들과 함께 첨단 돌파의 주인으로 내세워 기업소가 새 기술의 적극적인 수요를 충족 되도록 해야 한다고 밝혔으며 공장기업소와 협동농장에서 직장과 작업반, 분조 단위에서 근로자가 포전 담당 책임제와 독립채산제를 실정에 맞게 제시해 기계 설비와 토지, 시설물 등 국가적, 협동적 소유의 재산을 관리, 이용하도록 권장했다.
그리고 차등 임금제를 수립하여 월급을 일한만큼 많이 주어야 하고 공정하게 받아야 한다고 역설을 하였음을 김정은이 담화로 발표를 하였음을 알수가 있었다.2021년, 조 바이든이 김정은과 대화할 마음이 없다고 말했다.

## 논란과 의혹

### 이름 논란
김정일 3남의 이름은 김정일의 요리사로 일했던 일본인 후지모토 겐지가 "키무종운"(일본어로는 キム・ジョンウン)이라 부르면서 김정운으로 알려졌다. 하지만 이름이 김정운이 아니라 김정은이라는 설이 퍼졌고, 9월 중순 원산 인근에서 "만경대 혈통, 백두의 혈통을 이은 청년대장 김정은 동지"로 표기된 선전벽보가 발견되었다. 일본어는 김정은이나 김정운이나 똑같이 "키무종운"(キム・ジョンウン)으로 발음, 표기하기 때문에 처음에 일본인 요리사가 그렇게 말했던 것으로부터 혼선이 빚어졌던 것으로 보인다. 이에 대해 원세훈 대한민국 국가정보원장은 "오래 전부터 김정은이라는 첩보를 갖고 있었지만 북한이 확인해줄 사항도 아니고 이름이 중요한 사항도 아니라 발표하지 않았다"고 말했다.
중국 및 일본에서는 한동안 김정운의 한자 표기인 '金正雲'으로 쓰는 경우가 많았으나, 그 후 한글 이름이 '김정은'이라는 것이 명확히 밝혀지면서 한자로 金正銀 또는 金正恩이라 쓰기도 했다. 10월 초, 조선중앙통신에서 김정은의 한자 표기는 金正恩이라고 밝히면서 일본 언론들과 중국 언론들은 金正恩으로 표기하는 것으로 확정하였다. 한편, 서방 언론권에서 쓰는 Kim Jong-un이라는 표기는 북한에서 여전히 사용하는 매큔-라이샤워 표기법으로는 김정운과 김정은에 동일하게 적용된다.

### 성형수술
중국 선전 위성TV는 2013년 1월 19일 김정은 제1위원장이 할아버지 김일성 주석과 닮아 보이도록 성형수술을 했다는 사실을 확인했다고 보도한 바 있다. 중국 언론인 관야오(管姚)는 이 방송에서 북한을 방문했던 중국 외교관을 언급하며 "우리 외교관이 북한을 방문했을 때 사적인 대화에서 북한 외교관에게 `김정은이 조부 김일성과 꼭 닮았다`고 하자 `성형수술을 했다`고 답했다"고 전했다. 신화통신은 서울 주재 특파원과 평양 주재 특파원을 모두 연결해 보도 경위와 근거를 추적한 것으로 알려졌다. 평양 주재 특파원은 "북한에선 김정은 성형과 관련된 보도가 한 번도 없었다"며 "근거 없는 소문"이라고 말했다고 신화통신이 전했다.

### 모친
일반적으로 김정은의 어머니는 고용희(고영희)인 것으로 알려지고 있지만, 이복형 김정남은 김정은의 어머니는 고용희가 아닌 김옥이라고 증언했다.

### 인권 침해 논란
2015년 탈북한 북조선(북한) 장교의 딸 임희연(가명)은 2017년 9월 3일 대한민국 서울 모처에서 영국 매체 '미러'(Mirror)와 김정은 정권에 관해 인터뷰했고, 미러는 2017년 9월 19일 이를 보도했다. 인터뷰에서 임희연은 수업을 받던 중 군사학교로 가도록 명령 받았고, 그곳에서 음란 영상물을 제작한 혐의로 11명의 음악단을 공개처형하는 것을 목격한 사실을 밝혔다. 처형된 악단들은 묶여있었고, 소리를 낼수 없도록 두건과 재갈을 씌운 상태였다. 북한은 음악단들을 대공포를 발사해 처형했으며, 처형할 때까지 악단들에게 채찍질을 했다. 이후 군용 탱크가 시신 위를 지나가 형체가 없어질 때까지 짓밟았다. 북한은 이러한 과정을 1만여명에게 지켜보도록 명령하였으며, 임희연은 희생자들로부터 200피트 떨어진 상공에서 보았다고 말했다.
또한 임희연은 북한 관리들이 학교에 찾아와 10대 여학생들을 김정은의 성노예로 차출해간다고 주장했다.

## 일화
- 2009년 여름 일본에 여행 중인 배석범이 그와 비슷한 외모 때문에, 김정은으로 몰려 일본 방송국에 오보 되는 사태가 발생했다. 사진은 곧 대한민국의 각 포털 사이트에 김정은의 공식 인물사진으로 올려지기도 했다. 당시 배석범은 대한민국의 포털 사이트 다음에서 무속카페를 운영하고 있던 것으로 밝혀졌다.
- 북한 김씨정권에서는 이례적으로 3남임에도 불구하고 조선민주주의인민공화국의 최고 지도자에 취임했다. 할아버지인 김일성도 김형직의 장남이며 아버지인 김정일 역시 김일성의 장남인 것돠는 대조된다. 아들 중에서 막내임에도 불구하고 두 형들에 비해 성격이 억세고 부하들을 확실하게 휘어 잡는다고 평가되어 두 형들을 제치고 조선민주주의인민공화국의 최고 지도자에 올랐다. 큰 형인 김정남은 서구식 민주주의를 거론할 정도로 자유분방한 성격으로 인해 탈락, 둘째 형인 김정철은 내성적인 성격으로 인해 부하들을 휘어 잡지 못한다는 이유로 탈락했다.
- 그의 아버지인 김정일의 전속 요리사인 후지모토 겐지와는 오랜 기간동안 친하게 지내왔으므로 친분이 매우 깊다.
- 그는 은하수관현악단의 애호가이다.[149]
- 2009년 6월 10일 일본 TV 아사히는 김정은의 최근 모습이라는 사진을 공개했다. TV 아사히 측은 대한민국의 군당국에서 제공받은 사진이라고 밝혔으나, 대한민국 정부의 항의를 받고 한국의 신뢰할 수 있는 출처라고 정정하였다. 그러나 사진의 주인공은 김정은이 아니라 김정일과 외모가 비슷할 뿐 대한민국의 일반인으로 밝혀져 TV 아사히의 보도는 오보로 드러났다. 사진은 공개된 인터넷 카페에서 유출되어 대한민국의 군 부사관이 TV 아사히 측에 넘겼는데, 이것이 김정은의 사진으로 와전된 것으로 보인다.[150] 사진의 주인공은 아사히TV, 사진을 제공한 군 관계자, 정부를 상대로 소송을 진행 중이다.[151]
- 2009년 6월 14일 마이니치 신문에서 김정은의 16세 때 사진을 공개했다.[152] 이 사진은 그가 스위스의 공립학교에 가명으로 재학 할 당시 급우들과 찍은 사진에서 나온 것이다.
- 2009년 9월 11일 연합뉴스 속보에 의하면, 김정일 3남의 이름은 김정운이 아닌 김정은으로 판단이 된다고 발표했다.[153]
- 2010년 4월 20일 일본 마이니치 신문은 김정은의 최근 모습이라는 사진을 공개했다. 그러나 한국정부는 사진의 주인공은 김정은이 아니고 김책제철소의 김광남 기사장이라고 밝혔다.[154]
- 2010년 인민군 대장 공식화[155]
- 2010년 9월 29일 조선 인민군 군사위원회 부위원장에 임명[156] 당 중앙정치국 상무위원이나 내각에 입각이 어려운 점을 감안하여 군사위원회 부위원장에 임명됐다.
- 2010년 9월 30일 로동신문 등에 조선로동당 대표자회 기념사진 속 김정은의 모습 공개[157] 공개된 기념사진.
- 2010년 10월 6일 김정은은 북조선에서 김정일의 후계자로 확정되었으며 이를 축하하기 위한 파티에 많은 주민들이 동원되었다.
- 2011년 1월 9일 김정은 전 국경지역에서 허가 없이 강을 건너는 자들은 사살해도 좋다는 명령을 내렸다.[158]
- 2011년 1월 13일 김정은 체제를 정착시키기 위해 '공포 정치'를 시작한 정황이 곳곳에서 감지되고 있다. 지난해 공개 처형된 주민이 전년(前年)의 3배인 60명이 넘고, '탈북자 무조건 사살' 명령으로 압록강·두만강을 건너다 숨지는 주민들도 늘어나고 있다. 조선인민군 내부에 '숙청 바람'도 불고 있다.[159]
- 2011년 12월 19일 김정일의 죽음으로 김정일의 철권통치가 끝나면서 김정은 체제가 시작되었다.[160]
- 2011년 12월 29일 김정일 추도대회에서 김정은이 령도자임을 선포했다.[161]
- 2012년 4월 11일 조선로동당 대표자회의에서 로동당 1비서로 추대되었다.[35]
- 2012년 4월 13일 최고인민회의에서 국방위원회 1위원장으로 추대되어 김정일의 직책을 모두 세습하였다.[36]

- 2012년 7월 18일 조선중앙통신이 중대 보도를 통해 조선로동당 중앙위원회, 당 중앙군사위원회, 국방위원회, 최고인민회의 상임위원회가 조선인민군 최고사령관 김정은에게 공화국 원수 칭호를 수여한다고 보도하였다.[162]

## 같이 보기
- 대한민국
- 문재인
- 도널드 트럼프
- 2018년 제1차 남북정상회담
- 김정일

## 가계도
전체 가계도
|                           |                           |                           |                           |                           |                           |                           |                           |                           |                           |                           |                           | 김형직 金亨稷 1894 - 1926 | 김형직 金亨稷 1894 - 1926 | 김형직 金亨稷 1894 - 1926 | 김형직 金亨稷 1894 - 1926 | 김형직 金亨稷 1894 - 1926 | 김형직 金亨稷 1894 - 1926 |                           |                           |                           |                           |                           |                           | 강반석 康盤石 1892 - 1932 | 강반석 康盤石 1892 - 1932 | 강반석 康盤石 1892 - 1932 | 강반석 康盤石 1892 - 1932 | 강반석 康盤石 1892 - 1932 | 강반석 康盤石 1892 - 1932 |  |  |                      |                      |                      |                      |                      |                      |                      |                      |                           |                           |                           |                           |                           |                           |                      |                      |                      |                      |                      |                      |                      |                      |                           |                           |                           |                           |                           |                           |  |  |                           |                           |                           |                           |                           |                           |  |  |                           |                           |                           |                           |                           |                           |
|                           |                           |                           |                           |                           |                           |                           |                           |                           |                           |                           |                           | 김형직 金亨稷 1894 - 1926 | 김형직 金亨稷 1894 - 1926 | 김형직 金亨稷 1894 - 1926 | 김형직 金亨稷 1894 - 1926 | 김형직 金亨稷 1894 - 1926 | 김형직 金亨稷 1894 - 1926 |                           |                           |                           |                           |                           |                           | 강반석 康盤石 1892 - 1932 | 강반석 康盤石 1892 - 1932 | 강반석 康盤石 1892 - 1932 | 강반석 康盤石 1892 - 1932 | 강반석 康盤石 1892 - 1932 | 강반석 康盤石 1892 - 1932 |  |  |                      |                      |                      |                      |                      |                      |                      |                      |                           |                           |                           |                           |                           |                           |                      |                      |                      |                      |                      |                      |                      |                      |                           |                           |                           |                           |                           |                           |  |  |                           |                           |                           |                           |                           |                           |  |  |                           |                           |                           |                           |                           |                           |
|                           |                           |                           |                           |                           |                           |                           |                           |                           |                           |                           |                           |                           |                           |                           |                           |                           |                           |                           |                           |                           |                           |                           |                           |                           |                           |                           |                           |                           |                           |  |  |                      |                      |                      |                      |                      |                      |                      |                      |                           |                           |                           |                           |                           |                           |                      |                      |                      |                      |                      |                      |                      |                      |                           |                           |                           |                           |                           |                           |  |  |                           |                           |                           |                           |                           |                           |  |  |                           |                           |                           |                           |                           |                           |
|                           |                           |                           |                           |                           |                           |                           |                           |                           |                           |                           |                           |                           |                           |                           |                           |                           |                           |                           |                           |                           |                           |                           |                           |                           |                           |                           |                           |                           |                           |  |  |                      |                      |                      |                      |                      |                      |                      |                      |                           |                           |                           |                           |                           |                           |                      |                      |                      |                      |                      |                      |                      |                      |                           |                           |                           |                           |                           |                           |  |  |                           |                           |                           |                           |                           |                           |  |  |                           |                           |                           |                           |                           |                           |
|                           |                           |                           |                           |                           |                           | 김정숙 金正淑 1917 - 1949 | 김정숙 金正淑 1917 - 1949 | 김정숙 金正淑 1917 - 1949 | 김정숙 金正淑 1917 - 1949 | 김정숙 金正淑 1917 - 1949 | 김정숙 金正淑 1917 - 1949 |                           |                           |                           |                           |                           |                           | 김일성 金日成 1912 - 1994 | 김일성 金日成 1912 - 1994 | 김일성 金日成 1912 - 1994 | 김일성 金日成 1912 - 1994 | 김일성 金日成 1912 - 1994 | 김일성 金日成 1912 - 1994 |                           |                           |                           |                           |                           |                           |  |  |                      |                      |                      |                      |                      |                      |                      |                      |                           |                           |                           |                           |                           |                           |                      |                      |                      |                      |                      |                      |                      |                      | 김성애 金聖愛 1924 - 2014 | 김성애 金聖愛 1924 - 2014 | 김성애 金聖愛 1924 - 2014 | 김성애 金聖愛 1924 - 2014 | 김성애 金聖愛 1924 - 2014 | 김성애 金聖愛 1924 - 2014 |  |  | 김철주 金哲柱 1916 - 1935 | 김철주 金哲柱 1916 - 1935 | 김철주 金哲柱 1916 - 1935 | 김철주 金哲柱 1916 - 1935 | 김철주 金哲柱 1916 - 1935 | 김철주 金哲柱 1916 - 1935 |  |  | 김영주 金英柱 1920 - 2021 | 김영주 金英柱 1920 - 2021 | 김영주 金英柱 1920 - 2021 | 김영주 金英柱 1920 - 2021 | 김영주 金英柱 1920 - 2021 | 김영주 金英柱 1920 - 2021 |
|                           |                           |                           |                           |                           |                           | 김정숙 金正淑 1917 - 1949 | 김정숙 金正淑 1917 - 1949 | 김정숙 金正淑 1917 - 1949 | 김정숙 金正淑 1917 - 1949 | 김정숙 金正淑 1917 - 1949 | 김정숙 金正淑 1917 - 1949 |                           |                           |                           |                           |                           |                           | 김일성 金日成 1912 - 1994 | 김일성 金日成 1912 - 1994 | 김일성 金日成 1912 - 1994 | 김일성 金日成 1912 - 1994 | 김일성 金日成 1912 - 1994 | 김일성 金日成 1912 - 1994 |                           |                           |                           |                           |                           |                           |  |  |                      |                      |                      |                      |                      |                      |                      |                      |                           |                           |                           |                           |                           |                           |                      |                      |                      |                      |                      |                      |                      |                      | 김성애 金聖愛 1924 - 2014 | 김성애 金聖愛 1924 - 2014 | 김성애 金聖愛 1924 - 2014 | 김성애 金聖愛 1924 - 2014 | 김성애 金聖愛 1924 - 2014 | 김성애 金聖愛 1924 - 2014 |  |  | 김철주 金哲柱 1916 - 1935 | 김철주 金哲柱 1916 - 1935 | 김철주 金哲柱 1916 - 1935 | 김철주 金哲柱 1916 - 1935 | 김철주 金哲柱 1916 - 1935 | 김철주 金哲柱 1916 - 1935 |  |  | 김영주 金英柱 1920 - 2021 | 김영주 金英柱 1920 - 2021 | 김영주 金英柱 1920 - 2021 | 김영주 金英柱 1920 - 2021 | 김영주 金英柱 1920 - 2021 | 김영주 金英柱 1920 - 2021 |
|                           |                           |                           |                           |                           |                           |                           |                           |                           |                           |                           |                           |                           |                           |                           |                           |                           |                           |                           |                           |                           |                           |                           |                           |                           |                           |                           |                           |                           |                           |  |  |                      |                      |                      |                      |                      |                      |                      |                      |                           |                           |                           |                           |                           |                           |                      |                      |                      |                      |                      |                      |                      |                      |                           |                           |                           |                           |                           |                           |  |  |                           |                           |                           |                           |                           |                           |  |  |                           |                           |                           |                           |                           |                           |
|                           |                           |                           |                           |                           |                           |                           |                           |                           |                           |                           |                           |                           |                           |                           |                           |                           |                           |                           |                           |                           |                           |                           |                           |                           |                           |                           |                           |                           |                           |  |  |                      |                      |                      |                      |                      |                      |                      |                      |                           |                           |                           |                           |                           |                           |                      |                      |                      |                      |                      |                      |                      |                      |                           |                           |                           |                           |                           |                           |  |  |                           |                           |                           |                           |                           |                           |  |  |                           |                           |                           |                           |                           |                           |
| 성혜림 成蕙琳 1937 - 2002 | 성혜림 成蕙琳 1937 - 2002 | 성혜림 成蕙琳 1937 - 2002 | 성혜림 成蕙琳 1937 - 2002 | 성혜림 成蕙琳 1937 - 2002 | 성혜림 成蕙琳 1937 - 2002 |                           |                           |                           |                           |                           |                           | 김정일 金正日 1941 - 2011 | 김정일 金正日 1941 - 2011 | 김정일 金正日 1941 - 2011 | 김정일 金正日 1941 - 2011 | 김정일 金正日 1941 - 2011 | 김정일 金正日 1941 - 2011 |                           |                           |                           |                           |                           |                           | 고용희 高容姬 1952 - 2004 | 고용희 高容姬 1952 - 2004 | 고용희 高容姬 1952 - 2004 | 고용희 高容姬 1952 - 2004 | 고용희 高容姬 1952 - 2004 | 고용희 高容姬 1952 - 2004 |  |  | 김경희 金敬姬 1946 - | 김경희 金敬姬 1946 - | 김경희 金敬姬 1946 - | 김경희 金敬姬 1946 - | 김경희 金敬姬 1946 - | 김경희 金敬姬 1946 - |                      |                      | 장성택 張成澤 1946 - 2013 | 장성택 張成澤 1946 - 2013 | 장성택 張成澤 1946 - 2013 | 장성택 張成澤 1946 - 2013 | 장성택 張成澤 1946 - 2013 | 장성택 張成澤 1946 - 2013 |                      |                      | 김평일 金平日 1954 - | 김평일 金平日 1954 - | 김평일 金平日 1954 - | 김평일 金平日 1954 - | 김평일 金平日 1954 - | 김평일 金平日 1954 - |                           |                           |                           |                           |                           |                           |  |  |                           |                           |                           |                           |                           |                           |  |  |                           |                           |                           |                           |                           |                           |
| 성혜림 成蕙琳 1937 - 2002 | 성혜림 成蕙琳 1937 - 2002 | 성혜림 成蕙琳 1937 - 2002 | 성혜림 成蕙琳 1937 - 2002 | 성혜림 成蕙琳 1937 - 2002 | 성혜림 成蕙琳 1937 - 2002 |                           |                           |                           |                           |                           |                           | 김정일 金正日 1941 - 2011 | 김정일 金正日 1941 - 2011 | 김정일 金正日 1941 - 2011 | 김정일 金正日 1941 - 2011 | 김정일 金正日 1941 - 2011 | 김정일 金正日 1941 - 2011 |                           |                           |                           |                           |                           |                           | 고용희 高容姬 1952 - 2004 | 고용희 高容姬 1952 - 2004 | 고용희 高容姬 1952 - 2004 | 고용희 高容姬 1952 - 2004 | 고용희 高容姬 1952 - 2004 | 고용희 高容姬 1952 - 2004 |  |  | 김경희 金敬姬 1946 - | 김경희 金敬姬 1946 - | 김경희 金敬姬 1946 - | 김경희 金敬姬 1946 - | 김경희 金敬姬 1946 - | 김경희 金敬姬 1946 - |                      |                      | 장성택 張成澤 1946 - 2013 | 장성택 張成澤 1946 - 2013 | 장성택 張成澤 1946 - 2013 | 장성택 張成澤 1946 - 2013 | 장성택 張成澤 1946 - 2013 | 장성택 張成澤 1946 - 2013 |                      |                      | 김평일 金平日 1954 - | 김평일 金平日 1954 - | 김평일 金平日 1954 - | 김평일 金平日 1954 - | 김평일 金平日 1954 - | 김평일 金平日 1954 - |                           |                           |                           |                           |                           |                           |  |  |                           |                           |                           |                           |                           |                           |  |  |                           |                           |                           |                           |                           |                           |
|                           |                           |                           |                           |                           |                           |                           |                           |                           |                           |                           |                           |                           |                           |                           |                           |                           |                           |                           |                           |                           |                           |                           |                           |                           |                           |                           |                           |                           |                           |  |  |                      |                      |                      |                      |                      |                      |                      |                      |                           |                           |                           |                           |                           |                           |                      |                      |                      |                      |                      |                      |                      |                      |                           |                           |                           |                           |                           |                           |  |  |                           |                           |                           |                           |                           |                           |  |  |                           |                           |                           |                           |                           |                           |
|                           |                           |                           |                           |                           |                           |                           |                           |                           |                           |                           |                           |                           |                           |                           |                           |                           |                           |                           |                           |                           |                           |                           |                           |                           |                           |                           |                           |                           |                           |  |  |                      |                      |                      |                      |                      |                      |                      |                      |                           |                           |                           |                           |                           |                           |                      |                      |                      |                      |                      |                      |                      |                      |                           |                           |                           |                           |                           |                           |  |  |                           |                           |                           |                           |                           |                           |  |  |                           |                           |                           |                           |                           |                           |
|                           |                           |                           |                           |                           |                           | 김정남 金正男 1971 - 2017 | 김정남 金正男 1971 - 2017 | 김정남 金正男 1971 - 2017 | 김정남 金正男 1971 - 2017 | 김정남 金正男 1971 - 2017 | 김정남 金正男 1971 - 2017 |                           |                           | 김정철 金正哲 1981 -      | 김정철 金正哲 1981 -      | 김정철 金正哲 1981 -      | 김정철 金正哲 1981 -      | 김정철 金正哲 1981 -      | 김정철 金正哲 1981 -      |                           |                           | 김정은 金正恩 1984 -      | 김정은 金正恩 1984 -      | 김정은 金正恩 1984 -      | 김정은 金正恩 1984 -      | 김정은 金正恩 1984 -      | 김정은 金正恩 1984 -      |                           |                           |  |  |                      |                      | 리설주 李雪主 1989 - | 리설주 李雪主 1989 - | 리설주 李雪主 1989 - | 리설주 李雪主 1989 - | 리설주 李雪主 1989 - | 리설주 李雪主 1989 - |                           |                           | 김여정 金與正 1988 -      | 김여정 金與正 1988 -      | 김여정 金與正 1988 -      | 김여정 金與正 1988 -      | 김여정 金與正 1988 - | 김여정 金與正 1988 - |                      |                      |                      |                      |                      |                      |                           |                           |                           |                           |                           |                           |  |  |                           |                           |                           |                           |                           |                           |  |  |                           |                           |                           |                           |                           |                           |
|                           |                           |                           |                           |                           |                           | 김정남 金正男 1971 - 2017 | 김정남 金正男 1971 - 2017 | 김정남 金正男 1971 - 2017 | 김정남 金正男 1971 - 2017 | 김정남 金正男 1971 - 2017 | 김정남 金正男 1971 - 2017 |                           |                           | 김정철 金正哲 1981 -      | 김정철 金正哲 1981 -      | 김정철 金正哲 1981 -      | 김정철 金正哲 1981 -      | 김정철 金正哲 1981 -      | 김정철 金正哲 1981 -      |                           |                           | 김정은 金正恩 1984 -      | 김정은 金正恩 1984 -      | 김정은 金正恩 1984 -      | 김정은 金正恩 1984 -      | 김정은 金正恩 1984 -      | 김정은 金正恩 1984 -      |                           |                           |  |  |                      |                      | 리설주 李雪主 1989 - | 리설주 李雪主 1989 - | 리설주 李雪主 1989 - | 리설주 李雪主 1989 - | 리설주 李雪主 1989 - | 리설주 李雪主 1989 - |                           |                           | 김여정 金與正 1988 -      | 김여정 金與正 1988 -      | 김여정 金與正 1988 -      | 김여정 金與正 1988 -      | 김여정 金與正 1988 - | 김여정 金與正 1988 - |                      |                      |                      |                      |                      |                      |                           |                           |                           |                           |                           |                           |  |  |                           |                           |                           |                           |                           |                           |  |  |                           |                           |                           |                           |                           |                           |
|                           |                           |                           |                           |                           |                           |                           |                           |                           |                           |                           |                           |                           |                           |                           |                           |                           |                           |                           |                           |                           |                           |                           |                           |                           |                           |                           |                           |                           |                           |  |  |                      |                      |                      |                      |                      |                      |                      |                      |                           |                           |                           |                           |                           |                           |                      |                      |                      |                      |                      |                      |                      |                      |                           |                           |                           |                           |                           |                           |  |  |                           |                           |                           |                           |                           |                           |  |  |                           |                           |                           |                           |                           |                           |
|                           |                           |                           |                           |                           |                           |                           |                           |                           |                           |                           |                           |                           |                           |                           |                           |                           |                           |                           |                           |                           |                           |                           |                           |                           |                           |                           |                           |                           |                           |  |  |                      |                      |                      |                      |                      |                      |                      |                      |                           |                           |                           |                           |                           |                           |                      |                      |                      |                      |                      |                      |                      |                      |                           |                           |                           |                           |                           |                           |  |  |                           |                           |                           |                           |                           |                           |  |  |                           |                           |                           |                           |                           |                           |
|                           |                           |                           |                           |                           |                           | 김한솔 金漢率 1995 -      | 김한솔 金漢率 1995 -      | 김한솔 金漢率 1995 -      | 김한솔 金漢率 1995 -      | 김한솔 金漢率 1995 -      | 김한솔 金漢率 1995 -      |                           |                           |                           |                           |                           |                           |                           |                           |                           |                           |                           |                           | 김정주 ? 2010 -           | 김정주 ? 2010 -           | 김정주 ? 2010 -           | 김정주 ? 2010 -           | 김정주 ? 2010 -           | 김정주 ? 2010 -           |  |  | 김주애 金主愛 2013 - | 김주애 金主愛 2013 - | 김주애 金主愛 2013 - | 김주애 金主愛 2013 - | 김주애 金主愛 2013 - | 김주애 金主愛 2013 - |                      |                      |                           |                           |                           |                           |                           |                           |                      |                      |                      |                      |                      |                      |                      |                      |                           |                           |                           |                           |                           |                           |  |  |                           |                           |                           |                           |                           |                           |  |  |                           |                           |                           |                           |                           |                           |

김정은 중심의 가계도
| 성혜림 成蕙琳 1937 - 2002 | 성혜림 成蕙琳 1937 - 2002 | 성혜림 成蕙琳 1937 - 2002 | 성혜림 成蕙琳 1937 - 2002 | 성혜림 成蕙琳 1937 - 2002 | 성혜림 成蕙琳 1937 - 2002 |                           |                           |                           |                           |                           |                           | 김정일 金正日 1941 - 2011 | 김정일 金正日 1941 - 2011 | 김정일 金正日 1941 - 2011 | 김정일 金正日 1941 - 2011 | 김정일 金正日 1941 - 2011 | 김정일 金正日 1941 - 2011 |                      |                      |  |  |                      |                      | 고용희 高容姬 1953 - 2004 | 고용희 高容姬 1953 - 2004 | 고용희 高容姬 1953 - 2004 | 고용희 高容姬 1953 - 2004 | 고용희 高容姬 1953 - 2004 | 고용희 高容姬 1953 - 2004 |  |  |                      |                      |                      |                      |                      |                      |                      |                      |  |  |                      |                      |                      |                      |                      |                      |  |  |  |  |  |  |
| 성혜림 成蕙琳 1937 - 2002 | 성혜림 成蕙琳 1937 - 2002 | 성혜림 成蕙琳 1937 - 2002 | 성혜림 成蕙琳 1937 - 2002 | 성혜림 成蕙琳 1937 - 2002 | 성혜림 成蕙琳 1937 - 2002 |                           |                           |                           |                           |                           |                           | 김정일 金正日 1941 - 2011 | 김정일 金正日 1941 - 2011 | 김정일 金正日 1941 - 2011 | 김정일 金正日 1941 - 2011 | 김정일 金正日 1941 - 2011 | 김정일 金正日 1941 - 2011 |                      |                      |  |  |                      |                      | 고용희 高容姬 1953 - 2004 | 고용희 高容姬 1953 - 2004 | 고용희 高容姬 1953 - 2004 | 고용희 高容姬 1953 - 2004 | 고용희 高容姬 1953 - 2004 | 고용희 高容姬 1953 - 2004 |  |  |                      |                      |                      |                      |                      |                      |                      |                      |  |  |                      |                      |                      |                      |                      |                      |  |  |  |  |  |  |
|                           |                           |                           |                           |                           |                           |                           |                           |                           |                           |                           |                           |                           |                           |                           |                           |                           |                           |                      |                      |  |  |                      |                      |                           |                           |                           |                           |                           |                           |  |  |                      |                      |                      |                      |                      |                      |                      |                      |  |  |                      |                      |                      |                      |                      |                      |  |  |  |  |  |  |
|                           |                           |                           |                           |                           |                           |                           |                           |                           |                           |                           |                           |                           |                           |                           |                           |                           |                           |                      |                      |  |  |                      |                      |                           |                           |                           |                           |                           |                           |  |  |                      |                      |                      |                      |                      |                      |                      |                      |  |  |                      |                      |                      |                      |                      |                      |  |  |  |  |  |  |
|                           |                           |                           |                           |                           |                           | 김정남 金正男 1971 - 2017 | 김정남 金正男 1971 - 2017 | 김정남 金正男 1971 - 2017 | 김정남 金正男 1971 - 2017 | 김정남 金正男 1971 - 2017 | 김정남 金正男 1971 - 2017 |                           |                           | 김정철 金正哲 1981 -      | 김정철 金正哲 1981 -      | 김정철 金正哲 1981 -      | 김정철 金正哲 1981 -      | 김정철 金正哲 1981 - | 김정철 金正哲 1981 - |  |  | 김정은 金正恩 1984 - | 김정은 金正恩 1984 - | 김정은 金正恩 1984 -      | 김정은 金正恩 1984 -      | 김정은 金正恩 1984 -      | 김정은 金正恩 1984 -      |                           |                           |  |  |                      |                      | 리설주 李雪主 1989 - | 리설주 李雪主 1989 - | 리설주 李雪主 1989 - | 리설주 李雪主 1989 - | 리설주 李雪主 1989 - | 리설주 李雪主 1989 - |  |  | 김여정 金與正 1987 - | 김여정 金與正 1987 - | 김여정 金與正 1987 - | 김여정 金與正 1987 - | 김여정 金與正 1987 - | 김여정 金與正 1987 - |  |  |  |  |  |  |
|                           |                           |                           |                           |                           |                           | 김정남 金正男 1971 - 2017 | 김정남 金正男 1971 - 2017 | 김정남 金正男 1971 - 2017 | 김정남 金正男 1971 - 2017 | 김정남 金正男 1971 - 2017 | 김정남 金正男 1971 - 2017 |                           |                           | 김정철 金正哲 1981 -      | 김정철 金正哲 1981 -      | 김정철 金正哲 1981 -      | 김정철 金正哲 1981 -      | 김정철 金正哲 1981 - | 김정철 金正哲 1981 - |  |  | 김정은 金正恩 1984 - | 김정은 金正恩 1984 - | 김정은 金正恩 1984 -      | 김정은 金正恩 1984 -      | 김정은 金正恩 1984 -      | 김정은 金正恩 1984 -      |                           |                           |  |  |                      |                      | 리설주 李雪主 1989 - | 리설주 李雪主 1989 - | 리설주 李雪主 1989 - | 리설주 李雪主 1989 - | 리설주 李雪主 1989 - | 리설주 李雪主 1989 - |  |  | 김여정 金與正 1987 - | 김여정 金與正 1987 - | 김여정 金與正 1987 - | 김여정 金與正 1987 - | 김여정 金與正 1987 - | 김여정 金與正 1987 - |  |  |  |  |  |  |
|                           |                           |                           |                           |                           |                           |                           |                           |                           |                           |                           |                           |                           |                           |                           |                           |                           |                           |                      |                      |  |  |                      |                      |                           |                           |                           |                           |                           |                           |  |  |                      |                      |                      |                      |                      |                      |                      |                      |  |  |                      |                      |                      |                      |                      |                      |  |  |  |  |  |  |
|                           |                           |                           |                           |                           |                           |                           |                           |                           |                           |                           |                           |                           |                           |                           |                           |                           |                           |                      |                      |  |  |                      |                      |                           |                           |                           |                           |                           |                           |  |  |                      |                      |                      |                      |                      |                      |                      |                      |  |  |                      |                      |                      |                      |                      |                      |  |  |  |  |  |  |
|                           |                           |                           |                           |                           |                           |                           |                           |                           |                           |                           |                           |                           |                           |                           |                           |                           |                           |                      |                      |  |  |                      |                      | 김정주 ? 2010 -           | 김정주 ? 2010 -           | 김정주 ? 2010 -           | 김정주 ? 2010 -           | 김정주 ? 2010 -           | 김정주 ? 2010 -           |  |  | 김주애 金主愛 2013 - | 김주애 金主愛 2013 - | 김주애 金主愛 2013 - | 김주애 金主愛 2013 - | 김주애 金主愛 2013 - | 김주애 金主愛 2013 - |                      |                      |  |  |                      |                      |                      |                      |                      |                      |  |  |  |  |  |  |

- 조부: 김일성
- 조모: 김정숙
- 부: 김정일
- 모: 고용희(고영희)
  - 형: 김정철
  - 여동생: 김여정
- 고모: 김경희
- 고모부: 장성택
- 부인: 리설주
  - 장남: 김정주[163]
  - 차녀: 김주애
  - ???: 미상

## 김정은을 연기했던 배우

### 예능
- SNL 코리아(tvN) - 김민교, 양배차, 김준현

### 영화
- 디 인터뷰 - 랜들 박